# Liste des communes de la Gironde
Pour les autres listes de communes, voir Listes des communes de France.
| - La Gironde en France métropolitaine. - Carte des communes de la Gironde. |

Cette page liste les 534 communes du département français de la Gironde au 1er janvier 2025.

## Liste des communes
Le tableau suivant donne la liste des communes au 1er janvier 2025, en précisant leur code Insee, leur code postal principal, leur arrondissement, leur canton, leur intercommunalité, leur superficie, leur population et leur densité, d'après les chiffres de l'Insee issus du recensement 2022,.
| Nom                           | Code Insee | Code postal                   | Arrondissement | Canton                                                 | Intercommunalité                                     | Superficie (km2) | Population (dernière pop. légale) | Densité (hab./km2) | Modifier                                    |
| ----------------------------- | ---------- | ----------------------------- | -------------- | ------------------------------------------------------ | ---------------------------------------------------- | ---------------- | --------------------------------- | ------------------ | ------------------------------------------- |
| Bordeaux (préfecture)         | 33063      | 33000 33100 33200 33300 33800 | Bordeaux       | Bordeaux-1 Bordeaux-2 Bordeaux-3 Bordeaux-4 Bordeaux-5 | Bordeaux Métropole                                   | 49,36            | 265 328 (2022)                    | 5 375              | modifier les données · modifier les données |
| Abzac                         | 33001      | 33230                         | Libourne       | Le Nord-Libournais                                     | CA du Libournais                                     | 13,44            | 2 030 (2022)                      | 151                | modifier les données · modifier les données |
| Aillas                        | 33002      | 33124                         | Langon         | Le Réolais et Les Bastides                             | CC du Réolais en Sud Gironde                         | 35,13            | 804 (2022)                        | 23                 | modifier les données · modifier les données |
| Ambarès-et-Lagrave            | 33003      | 33440                         | Bordeaux       | La Presqu'île                                          | Bordeaux Métropole                                   | 24,76            | 17 298 (2022)                     | 699                | modifier les données · modifier les données |
| Ambès                         | 33004      | 33810                         | Bordeaux       | La Presqu'île                                          | Bordeaux Métropole                                   | 28,85            | 3 291 (2022)                      | 114                | modifier les données · modifier les données |
| Andernos-les-Bains            | 33005      | 33510                         | Arcachon       | Andernos-les-Bains                                     | CA du Bassin d'Arcachon Nord                         | 20,01            | 12 614 (2022)                     | 630                | modifier les données · modifier les données |
| Anglade                       | 33006      | 33390                         | Blaye          | L'Estuaire                                             | CC de l'Estuaire                                     | 13,82            | 896 (2022)                        | 65                 | modifier les données · modifier les données |
| Arbanats                      | 33007      | 33640                         | Langon         | Les Landes des Graves                                  | CC Convergence Garonne                               | 7,60             | 1 355 (2022)                      | 178                | modifier les données · modifier les données |
| Arcachon                      | 33009      | 33120                         | Arcachon       | La Teste-de-Buch                                       | CA Bassin d'Arcachon Sud                             | 7,56             | 10 895 (2022)                     | 1 441              | modifier les données · modifier les données |
| Arcins                        | 33010      | 33460                         | Lesparre-Médoc | Le Sud-Médoc                                           | CC Médoc Estuaire                                    | 6,77             | 544 (2022)                        | 80                 | modifier les données · modifier les données |
| Arès                          | 33011      | 33740                         | Arcachon       | Andernos-les-Bains                                     | CA du Bassin d'Arcachon Nord                         | 48,25            | 6 477 (2022)                      | 134                | modifier les données · modifier les données |
| Arsac                         | 33012      | 33460                         | Lesparre-Médoc | Le Sud-Médoc                                           | CC Médoc Estuaire                                    | 32,60            | 4 040 (2022)                      | 124                | modifier les données · modifier les données |
| Les Artigues-de-Lussac        | 33014      | 33570                         | Libourne       | Le Nord-Libournais                                     | CC du Grand Saint-Émilionnais                        | 10,16            | 1 120 (2022)                      | 110                | modifier les données · modifier les données |
| Artigues-près-Bordeaux        | 33013      | 33370                         | Bordeaux       | Lormont                                                | Bordeaux Métropole                                   | 7,28             | 8 623 (2022)                      | 1 184              | modifier les données · modifier les données |
| Arveyres                      | 33015      | 33500                         | Libourne       | Le Libournais-Fronsadais                               | CA du Libournais                                     | 17,27            | 2 058 (2022)                      | 119                | modifier les données · modifier les données |
| Asques                        | 33016      | 33240                         | Libourne       | Le Libournais-Fronsadais                               | CC du Fronsadais                                     | 6,28             | 436 (2022)                        | 69                 | modifier les données · modifier les données |
| Aubiac                        | 33017      | 33430                         | Langon         | Le Sud-Gironde                                         | CC du Bazadais                                       | 5,62             | 301 (2022)                        | 54                 | modifier les données · modifier les données |
| Audenge                       | 33019      | 33980                         | Arcachon       | Andernos-les-Bains                                     | CA du Bassin d'Arcachon Nord                         | 82,09            | 9 550 (2022)                      | 116                | modifier les données · modifier les données |
| Auriolles                     | 33020      | 33790                         | Langon         | Le Réolais et Les Bastides                             | CC du Pays Foyen                                     | 7,03             | 137 (2022)                        | 19                 | modifier les données · modifier les données |
| Auros                         | 33021      | 33124                         | Langon         | Le Réolais et Les Bastides                             | CC du Réolais en Sud Gironde                         | 15,32            | 1 046 (2022)                      | 68                 | modifier les données · modifier les données |
| Avensan                       | 33022      | 33480                         | Lesparre-Médoc | Le Sud-Médoc                                           | CC Médullienne                                       | 52,24            | 3 108 (2022)                      | 59                 | modifier les données · modifier les données |
| Ayguemorte-les-Graves         | 33023      | 33640                         | Bordeaux       | La Brède                                               | CC de Montesquieu                                    | 6,33             | 1 402 (2022)                      | 221                | modifier les données · modifier les données |
| Bagas                         | 33024      | 33190                         | Langon         | Le Réolais et Les Bastides                             | CC du Réolais en Sud Gironde                         | 3,63             | 287 (2022)                        | 79                 | modifier les données · modifier les données |
| Baigneaux                     | 33025      | 33760                         | Langon         | L'Entre-Deux-Mers                                      | Communauté des communes rurales de l'Entre-Deux-Mers | 7,93             | 443 (2022)                        | 56                 | modifier les données · modifier les données |
| Balizac                       | 33026      | 33730                         | Langon         | Les Landes des Graves                                  | CC du Sud Gironde                                    | 41,78            | 520 (2022)                        | 12                 | modifier les données · modifier les données |
| Barie                         | 33027      | 33190                         | Langon         | Le Réolais et Les Bastides                             | CC du Réolais en Sud Gironde                         | 5,33             | 277 (2022)                        | 52                 | modifier les données · modifier les données |
| Baron                         | 33028      | 33750                         | Libourne       | Les Coteaux de Dordogne                                | CC du Créonnais                                      | 10,34            | 1 204 (2022)                      | 116                | modifier les données · modifier les données |
| Le Barp                       | 33029      | 33114                         | Arcachon       | Les Landes des Graves                                  | CC du Val de l'Eyre                                  | 107,32           | 5 713 (2022)                      | 53                 | modifier les données · modifier les données |
| Barsac                        | 33030      | 33720                         | Langon         | Les Landes des Graves                                  | CC Convergence Garonne                               | 14,48            | 2 061 (2022)                      | 142                | modifier les données · modifier les données |
| Bassanne                      | 33031      | 33190                         | Langon         | Le Réolais et Les Bastides                             | CC du Réolais en Sud Gironde                         | 2,54             | 131 (2022)                        | 52                 | modifier les données · modifier les données |
| Bassens                       | 33032      | 33530                         | Bordeaux       | Lormont                                                | Bordeaux Métropole                                   | 10,28            | 8 132 (2022)                      | 791                | modifier les données · modifier les données |
| Baurech                       | 33033      | 33880                         | Bordeaux       | Créon                                                  | CC des Portes de l'Entre-Deux-Mers                   | 7,68             | 936 (2022)                        | 122                | modifier les données · modifier les données |
| Bayas                         | 33034      | 33230                         | Libourne       | Le Nord-Libournais                                     | CA du Libournais                                     | 10,82            | 455 (2022)                        | 42                 | modifier les données · modifier les données |
| Bayon-sur-Gironde             | 33035      | 33710                         | Blaye          | L'Estuaire                                             | CC de Blaye                                          | 5,70             | 737 (2022)                        | 129                | modifier les données · modifier les données |
| Bazas                         | 33036      | 33430                         | Langon         | Le Sud-Gironde                                         | CC du Bazadais                                       | 37,29            | 4 819 (2022)                      | 129                | modifier les données · modifier les données |
| Beautiran                     | 33037      | 33640                         | Bordeaux       | La Brède                                               | CC de Montesquieu                                    | 6,35             | 2 466 (2022)                      | 388                | modifier les données · modifier les données |
| Bégadan                       | 33038      | 33340                         | Lesparre-Médoc | Le Nord-Médoc                                          | CC Médoc Cœur de Presqu'île                          | 22,15            | 897 (2022)                        | 40                 | modifier les données · modifier les données |
| Bègles                        | 33039      | 33130                         | Bordeaux       | Talence Villenave-d'Ornon                              | Bordeaux Métropole                                   | 9,96             | 30 968 (2022)                     | 3 109              | modifier les données · modifier les données |
| Béguey                        | 33040      | 33410                         | Langon         | L'Entre-Deux-Mers                                      | CC Convergence Garonne                               | 3,16             | 1 257 (2022)                      | 398                | modifier les données · modifier les données |
| Belin-Béliet                  | 33042      | 33830                         | Arcachon       | Les Landes des Graves                                  | CC du Val de l'Eyre                                  | 156,03           | 6 205 (2022)                      | 40                 | modifier les données · modifier les données |
| Bellebat                      | 33043      | 33760                         | Langon         | L'Entre-Deux-Mers                                      | Communauté des communes rurales de l'Entre-Deux-Mers | 4,87             | 326 (2022)                        | 67                 | modifier les données · modifier les données |
| Bellefond                     | 33044      | 33760                         | Langon         | L'Entre-Deux-Mers                                      | Communauté des communes rurales de l'Entre-Deux-Mers | 3,19             | 211 (2022)                        | 66                 | modifier les données · modifier les données |
| Belvès-de-Castillon           | 33045      | 33350                         | Libourne       | Les Coteaux de Dordogne                                | CC du Grand Saint-Émilionnais                        | 6,61             | 330 (2022)                        | 50                 | modifier les données · modifier les données |
| Bernos-Beaulac                | 33046      | 33430                         | Langon         | Le Sud-Gironde                                         | CC du Bazadais                                       | 36,80            | 1 134 (2022)                      | 31                 | modifier les données · modifier les données |
| Berson                        | 33047      | 33390                         | Blaye          | L'Estuaire                                             | CC de Blaye                                          | 17,98            | 1 833 (2022)                      | 102                | modifier les données · modifier les données |
| Berthez                       | 33048      | 33124                         | Langon         | Le Réolais et Les Bastides                             | CC du Réolais en Sud Gironde                         | 6,03             | 292 (2022)                        | 48                 | modifier les données · modifier les données |
| Beychac-et-Caillau            | 33049      | 33750                         | Bordeaux       | La Presqu'île                                          | CC Les Rives de la Laurence                          | 15,62            | 2 608 (2022)                      | 167                | modifier les données · modifier les données |
| Bieujac                       | 33050      | 33210                         | Langon         | Le Sud-Gironde                                         | CC du Sud Gironde                                    | 6,97             | 670 (2022)                        | 96                 | modifier les données · modifier les données |
| Biganos                       | 33051      | 33380                         | Arcachon       | Andernos-les-Bains                                     | CA du Bassin d'Arcachon Nord                         | 52,73            | 11 303 (2022)                     | 214                | modifier les données · modifier les données |
| Les Billaux                   | 33052      | 33500                         | Libourne       | Le Libournais-Fronsadais                               | CA du Libournais                                     | 6,26             | 1 163 (2022)                      | 186                | modifier les données · modifier les données |
| Birac                         | 33053      | 33430                         | Langon         | Le Sud-Gironde                                         | CC du Bazadais                                       | 10,17            | 236 (2022)                        | 23                 | modifier les données · modifier les données |
| Blaignac                      | 33054      | 33190                         | Langon         | Le Réolais et Les Bastides                             | CC du Réolais en Sud Gironde                         | 3,18             | 320 (2022)                        | 101                | modifier les données · modifier les données |
| Blaignan-Prignac              | 33055      | 33340                         | Lesparre-Médoc | Le Nord-Médoc                                          | CC Médoc Cœur de Presqu'île                          | 14,27            | 449 (2022)                        | 31                 | modifier les données · modifier les données |
| Blanquefort                   | 33056      | 33290                         | Bordeaux       | Les Portes du Médoc                                    | Bordeaux Métropole                                   | 33,72            | 16 786 (2022)                     | 498                | modifier les données · modifier les données |
| Blasimon                      | 33057      | 33540                         | Langon         | Le Réolais et Les Bastides                             | Communauté des communes rurales de l'Entre-Deux-Mers | 29,76            | 955 (2022)                        | 32                 | modifier les données · modifier les données |
| Blaye                         | 33058      | 33390                         | Blaye          | L'Estuaire                                             | CC de Blaye                                          | 6,42             | 5 017 (2022)                      | 781                | modifier les données · modifier les données |
| Blésignac                     | 33059      | 33670                         | Bordeaux       | L'Entre-Deux-Mers                                      | CC du Créonnais                                      | 2,50             | 311 (2022)                        | 124                | modifier les données · modifier les données |
| Bommes                        | 33060      | 33210                         | Langon         | Le Sud-Gironde                                         | CC du Sud Gironde                                    | 5,80             | 450 (2022)                        | 78                 | modifier les données · modifier les données |
| Bonnetan                      | 33061      | 33370                         | Bordeaux       | Créon                                                  | CC des Coteaux Bordelais                             | 4,29             | 1 048 (2022)                      | 244                | modifier les données · modifier les données |
| Bonzac                        | 33062      | 33910                         | Libourne       | Le Nord-Libournais                                     | CA du Libournais                                     | 7,49             | 802 (2022)                        | 107                | modifier les données · modifier les données |
| Bossugan                      | 33064      | 33350                         | Libourne       | Les Coteaux de Dordogne                                | CC Castillon-Pujols                                  | 2,42             | 45 (2022)                         | 19                 | modifier les données · modifier les données |
| Bouliac                       | 33065      | 33270                         | Bordeaux       | Cenon                                                  | Bordeaux Métropole                                   | 7,48             | 3 806 (2022)                      | 509                | modifier les données · modifier les données |
| Bourdelles                    | 33066      | 33190                         | Langon         | Le Réolais et Les Bastides                             | CC du Réolais en Sud Gironde                         | 7,06             | 99 (2022)                         | 14                 | modifier les données · modifier les données |
| Bourg                         | 33067      | 33710                         | Blaye          | L'Estuaire                                             | CC du Grand Cubzaguais                               | 10,54            | 2 264 (2022)                      | 215                | modifier les données · modifier les données |
| Bourideys                     | 33068      | 33113                         | Langon         | Le Sud-Gironde                                         | CC du Sud Gironde                                    | 48,44            | 100 (2022)                        | 2,1                | modifier les données · modifier les données |
| Le Bouscat                    | 33069      | 33110                         | Bordeaux       | Le Bouscat                                             | Bordeaux Métropole                                   | 5,28             | 24 262 (2022)                     | 4 595              | modifier les données · modifier les données |
| Brach                         | 33070      | 33480                         | Lesparre-Médoc | Le Sud-Médoc                                           | CC Médullienne                                       | 28,61            | 881 (2022)                        | 31                 | modifier les données · modifier les données |
| Branne                        | 33071      | 33420                         | Libourne       | Les Coteaux de Dordogne                                | CC Castillon-Pujols                                  | 2,41             | 1 302 (2022)                      | 540                | modifier les données · modifier les données |
| Brannens                      | 33072      | 33124                         | Langon         | Le Réolais et Les Bastides                             | CC du Réolais en Sud Gironde                         | 6,04             | 259 (2022)                        | 43                 | modifier les données · modifier les données |
| Braud-et-Saint-Louis          | 33073      | 33820                         | Blaye          | L'Estuaire                                             | CC de l'Estuaire                                     | 49,24            | 1 524 (2022)                      | 31                 | modifier les données · modifier les données |
| La Brède                      | 33213      | 33650                         | Bordeaux       | La Brède                                               | CC de Montesquieu                                    | 23,28            | 4 423 (2022)                      | 190                | modifier les données · modifier les données |
| Brouqueyran                   | 33074      | 33124                         | Langon         | Le Réolais et Les Bastides                             | CC du Réolais en Sud Gironde                         | 5,66             | 199 (2022)                        | 35                 | modifier les données · modifier les données |
| Bruges                        | 33075      | 33520                         | Bordeaux       | Le Bouscat                                             | Bordeaux Métropole                                   | 14,22            | 20 382 (2022)                     | 1 433              | modifier les données · modifier les données |
| Budos                         | 33076      | 33720                         | Langon         | Les Landes des Graves                                  | CC Convergence Garonne                               | 21,10            | 826 (2022)                        | 39                 | modifier les données · modifier les données |
| Cabanac-et-Villagrains        | 33077      | 33650                         | Bordeaux       | La Brède                                               | CC de Montesquieu                                    | 69,00            | 2 400 (2022)                      | 35                 | modifier les données · modifier les données |
| Cabara                        | 33078      | 33420                         | Libourne       | Les Coteaux de Dordogne                                | CC Castillon-Pujols                                  | 3,42             | 512 (2022)                        | 150                | modifier les données · modifier les données |
| Cadarsac                      | 33079      | 33750                         | Libourne       | Le Libournais-Fronsadais                               | CA du Libournais                                     | 2,28             | 345 (2022)                        | 151                | modifier les données · modifier les données |
| Cadaujac                      | 33080      | 33140                         | Bordeaux       | La Brède                                               | CC de Montesquieu                                    | 15,33            | 6 784 (2022)                      | 443                | modifier les données · modifier les données |
| Cadillac-en-Fronsadais        | 33082      | 33240                         | Libourne       | Le Libournais-Fronsadais                               | CC du Fronsadais                                     | 3,81             | 1 341 (2022)                      | 352                | modifier les données · modifier les données |
| Cadillac-sur-Garonne          | 33081      | 33410                         | Langon         | L'Entre-Deux-Mers                                      | CC Convergence Garonne                               | 5,44             | 2 727 (2022)                      | 501                | modifier les données · modifier les données |
| Camarsac                      | 33083      | 33750                         | Bordeaux       | Créon                                                  | CC des Coteaux Bordelais                             | 5,35             | 1 034 (2022)                      | 193                | modifier les données · modifier les données |
| Cambes                        | 33084      | 33880                         | Bordeaux       | Créon                                                  | CC des Portes de l'Entre-Deux-Mers                   | 5,34             | 1 853 (2022)                      | 347                | modifier les données · modifier les données |
| Camblanes-et-Meynac           | 33085      | 33360                         | Bordeaux       | Créon                                                  | CC des Portes de l'Entre-Deux-Mers                   | 8,68             | 3 145 (2022)                      | 362                | modifier les données · modifier les données |
| Camiac-et-Saint-Denis         | 33086      | 33420                         | Libourne       | Les Coteaux de Dordogne                                | CC du Créonnais                                      | 6,60             | 351 (2022)                        | 53                 | modifier les données · modifier les données |
| Camiran                       | 33087      | 33190                         | Langon         | Le Réolais et Les Bastides                             | CC du Réolais en Sud Gironde                         | 5,80             | 418 (2022)                        | 72                 | modifier les données · modifier les données |
| Camps-sur-l'Isle              | 33088      | 33660                         | Libourne       | Le Nord-Libournais                                     | CA du Libournais                                     | 3,02             | 620 (2022)                        | 205                | modifier les données · modifier les données |
| Campugnan                     | 33089      | 33390                         | Blaye          | L'Estuaire                                             | CC de Blaye                                          | 6,23             | 520 (2022)                        | 83                 | modifier les données · modifier les données |
| Canéjan                       | 33090      | 33610                         | Bordeaux       | Pessac-1                                               | CC Jalle Eau Bourde                                  | 12,00            | 5 836 (2022)                      | 486                | modifier les données · modifier les données |
| Capian                        | 33093      | 33550                         | Langon         | L'Entre-Deux-Mers                                      | CC du Créonnais                                      | 18,23            | 798 (2022)                        | 44                 | modifier les données · modifier les données |
| Caplong                       | 33094      | 33220                         | Libourne       | Le Réolais et Les Bastides                             | CC du Pays Foyen                                     | 9,27             | 243 (2022)                        | 26                 | modifier les données · modifier les données |
| Captieux                      | 33095      | 33840                         | Langon         | Le Sud-Gironde                                         | CC du Bazadais                                       | 119,33           | 1 382 (2022)                      | 12                 | modifier les données · modifier les données |
| Carbon-Blanc                  | 33096      | 33560                         | Bordeaux       | La Presqu'île                                          | Bordeaux Métropole                                   | 3,86             | 8 342 (2022)                      | 2 161              | modifier les données · modifier les données |
| Carcans                       | 33097      | 33121                         | Lesparre-Médoc | Le Sud-Médoc                                           | CC Médoc Atlantique                                  | 175,40           | 2 415 (2022)                      | 14                 | modifier les données · modifier les données |
| Cardan                        | 33098      | 33410                         | Langon         | L'Entre-Deux-Mers                                      | CC Convergence Garonne                               | 4,25             | 511 (2022)                        | 120                | modifier les données · modifier les données |
| Carignan-de-Bordeaux          | 33099      | 33360                         | Bordeaux       | Créon                                                  | CC des Coteaux Bordelais                             | 8,78             | 4 312 (2022)                      | 491                | modifier les données · modifier les données |
| Cars                          | 33100      | 33390                         | Blaye          | L'Estuaire                                             | CC de Blaye                                          | 11,10            | 1 219 (2022)                      | 110                | modifier les données · modifier les données |
| Cartelègue                    | 33101      | 33390                         | Blaye          | L'Estuaire                                             | CC de l'Estuaire                                     | 11,45            | 1 297 (2022)                      | 113                | modifier les données · modifier les données |
| Casseuil                      | 33102      | 33190                         | Langon         | Le Réolais et Les Bastides                             | CC du Réolais en Sud Gironde                         | 6,34             | 369 (2022)                        | 58                 | modifier les données · modifier les données |
| Castelmoron-d'Albret          | 33103      | 33540                         | Langon         | Le Réolais et Les Bastides                             | Communauté des communes rurales de l'Entre-Deux-Mers | 0,04             | 51 (2022)                         | 1 275              | modifier les données · modifier les données |
| Castelnau-de-Médoc            | 33104      | 33480                         | Lesparre-Médoc | Le Sud-Médoc                                           | CC Médullienne                                       | 23,92            | 4 850 (2022)                      | 203                | modifier les données · modifier les données |
| Castelviel                    | 33105      | 33540                         | Langon         | Le Réolais et Les Bastides                             | Communauté des communes rurales de l'Entre-Deux-Mers | 8,02             | 203 (2022)                        | 25                 | modifier les données · modifier les données |
| Castets et Castillon          | 33106      | 33210                         | Langon         | Le Sud-Gironde                                         | CC du Sud Gironde                                    | 13,16            | 1 539 (2022)                      | 117                | modifier les données · modifier les données |
| Castillon-la-Bataille         | 33108      | 33350                         | Libourne       | Les Coteaux de Dordogne                                | CC Castillon-Pujols                                  | 5,68             | 3 320 (2022)                      | 585                | modifier les données · modifier les données |
| Castres-Gironde               | 33109      | 33640                         | Bordeaux       | La Brède                                               | CC de Montesquieu                                    | 6,97             | 2 689 (2022)                      | 386                | modifier les données · modifier les données |
| Caudrot                       | 33111      | 33490                         | Langon         | L'Entre-Deux-Mers                                      | CC du Réolais en Sud Gironde                         | 6,12             | 1 096 (2022)                      | 179                | modifier les données · modifier les données |
| Caumont                       | 33112      | 33540                         | Langon         | Le Réolais et Les Bastides                             | Communauté des communes rurales de l'Entre-Deux-Mers | 7,58             | 134 (2022)                        | 18                 | modifier les données · modifier les données |
| Cauvignac                     | 33113      | 33690                         | Langon         | Le Sud-Gironde                                         | CC du Bazadais                                       | 5,51             | 144 (2022)                        | 26                 | modifier les données · modifier les données |
| Cavignac                      | 33114      | 33620                         | Blaye          | Le Nord-Gironde                                        | CC Latitude Nord Gironde                             | 6,63             | 2 368 (2022)                      | 357                | modifier les données · modifier les données |
| Cazalis                       | 33115      | 33113                         | Langon         | Le Sud-Gironde                                         | CC du Sud Gironde                                    | 46,81            | 255 (2022)                        | 5,4                | modifier les données · modifier les données |
| Cazats                        | 33116      | 33430                         | Langon         | Le Sud-Gironde                                         | CC du Bazadais                                       | 7,48             | 402 (2022)                        | 54                 | modifier les données · modifier les données |
| Cazaugitat                    | 33117      | 33790                         | Langon         | Le Réolais et Les Bastides                             | Communauté des communes rurales de l'Entre-Deux-Mers | 14,35            | 212 (2022)                        | 15                 | modifier les données · modifier les données |
| Cénac                         | 33118      | 33360                         | Bordeaux       | Créon                                                  | CC des Portes de l'Entre-Deux-Mers                   | 7,50             | 2 151 (2022)                      | 287                | modifier les données · modifier les données |
| Cenon                         | 33119      | 33150                         | Bordeaux       | Cenon                                                  | Bordeaux Métropole                                   | 5,52             | 26 784 (2022)                     | 4 852              | modifier les données · modifier les données |
| Cérons                        | 33120      | 33720                         | Langon         | Les Landes des Graves                                  | CC Convergence Garonne                               | 7,83             | 2 131 (2022)                      | 272                | modifier les données · modifier les données |
| Cessac                        | 33121      | 33760                         | Langon         | L'Entre-Deux-Mers                                      | Communauté des communes rurales de l'Entre-Deux-Mers | 3,65             | 198 (2022)                        | 54                 | modifier les données · modifier les données |
| Cestas                        | 33122      | 33610                         | Bordeaux       | Pessac-1                                               | CC Jalle Eau Bourde                                  | 99,57            | 16 757 (2022)                     | 168                | modifier les données · modifier les données |
| Cézac                         | 33123      | 33620                         | Blaye          | Le Nord-Gironde                                        | CC Latitude Nord Gironde                             | 19,16            | 2 740 (2022)                      | 143                | modifier les données · modifier les données |
| Chamadelle                    | 33124      | 33230                         | Libourne       | Le Nord-Libournais                                     | CA du Libournais                                     | 15,35            | 733 (2022)                        | 48                 | modifier les données · modifier les données |
| Cissac-Médoc                  | 33125      | 33250                         | Lesparre-Médoc | Le Nord-Médoc                                          | CC Médoc Cœur de Presqu'île                          | 23,62            | 2 310 (2022)                      | 98                 | modifier les données · modifier les données |
| Civrac-de-Blaye               | 33126      | 33920                         | Blaye          | Le Nord-Gironde                                        | CC Latitude Nord Gironde                             | 13,25            | 791 (2022)                        | 60                 | modifier les données · modifier les données |
| Civrac-en-Médoc               | 33128      | 33340                         | Lesparre-Médoc | Le Nord-Médoc                                          | CC Médoc Cœur de Presqu'île                          | 18,35            | 636 (2022)                        | 35                 | modifier les données · modifier les données |
| Civrac-sur-Dordogne           | 33127      | 33350                         | Libourne       | Les Coteaux de Dordogne                                | CC Castillon-Pujols                                  | 1,94             | 211 (2022)                        | 109                | modifier les données · modifier les données |
| Cleyrac                       | 33129      | 33540                         | Langon         | Le Réolais et Les Bastides                             | Communauté des communes rurales de l'Entre-Deux-Mers | 6,07             | 150 (2022)                        | 25                 | modifier les données · modifier les données |
| Coimères                      | 33130      | 33210                         | Langon         | Le Réolais et Les Bastides                             | CC du Sud Gironde                                    | 12,91            | 1 077 (2022)                      | 83                 | modifier les données · modifier les données |
| Coirac                        | 33131      | 33540                         | Langon         | L'Entre-Deux-Mers                                      | Communauté des communes rurales de l'Entre-Deux-Mers | 5,76             | 217 (2022)                        | 38                 | modifier les données · modifier les données |
| Comps                         | 33132      | 33710                         | Blaye          | L'Estuaire                                             | CC de Blaye                                          | 1,66             | 538 (2022)                        | 324                | modifier les données · modifier les données |
| Coubeyrac                     | 33133      | 33890                         | Libourne       | Les Coteaux de Dordogne                                | CC Castillon-Pujols                                  | 5,61             | 70 (2022)                         | 12                 | modifier les données · modifier les données |
| Couquèques                    | 33134      | 33340                         | Lesparre-Médoc | Le Nord-Médoc                                          | CC Médoc Cœur de Presqu'île                          | 6,33             | 268 (2022)                        | 42                 | modifier les données · modifier les données |
| Courpiac                      | 33135      | 33760                         | Langon         | L'Entre-Deux-Mers                                      | Communauté des communes rurales de l'Entre-Deux-Mers | 2,21             | 122 (2022)                        | 55                 | modifier les données · modifier les données |
| Cours-de-Monségur             | 33136      | 33580                         | Langon         | Le Réolais et Les Bastides                             | Communauté des communes rurales de l'Entre-Deux-Mers | 9,64             | 243 (2022)                        | 25                 | modifier les données · modifier les données |
| Cours-les-Bains               | 33137      | 33690                         | Langon         | Le Sud-Gironde                                         | CC du Bazadais                                       | 10,43            | 224 (2022)                        | 21                 | modifier les données · modifier les données |
| Coutras                       | 33138      | 33230                         | Libourne       | Le Nord-Libournais                                     | CA du Libournais                                     | 33,69            | 8 695 (2022)                      | 258                | modifier les données · modifier les données |
| Coutures                      | 33139      | 33580                         | Langon         | Le Réolais et Les Bastides                             | Communauté des communes rurales de l'Entre-Deux-Mers | 3,40             | 92 (2022)                         | 27                 | modifier les données · modifier les données |
| Créon                         | 33140      | 33670                         | Bordeaux       | Créon                                                  | CC du Créonnais                                      | 8,02             | 4 863 (2022)                      | 606                | modifier les données · modifier les données |
| Croignon                      | 33141      | 33750                         | Bordeaux       | Créon                                                  | CC des Coteaux Bordelais                             | 4,62             | 733 (2022)                        | 159                | modifier les données · modifier les données |
| Cubnezais                     | 33142      | 33620                         | Blaye          | Le Nord-Gironde                                        | CC Latitude Nord Gironde                             | 10,30            | 1 877 (2022)                      | 182                | modifier les données · modifier les données |
| Cubzac-les-Ponts              | 33143      | 33240                         | Blaye          | Le Nord-Gironde                                        | CC du Grand Cubzaguais                               | 8,92             | 2 637 (2022)                      | 296                | modifier les données · modifier les données |
| Cudos                         | 33144      | 33430                         | Langon         | Le Sud-Gironde                                         | CC du Bazadais                                       | 34,21            | 790 (2022)                        | 23                 | modifier les données · modifier les données |
| Cursan                        | 33145      | 33670                         | Bordeaux       | Créon                                                  | CC du Créonnais                                      | 6,07             | 666 (2022)                        | 110                | modifier les données · modifier les données |
| Cussac-Fort-Médoc             | 33146      | 33460                         | Lesparre-Médoc | Le Sud-Médoc                                           | CC Médoc Estuaire                                    | 18,01            | 2 326 (2022)                      | 129                | modifier les données · modifier les données |
| Daignac                       | 33147      | 33420                         | Libourne       | Les Coteaux de Dordogne                                | CA du Libournais                                     | 5,73             | 470 (2022)                        | 82                 | modifier les données · modifier les données |
| Dardenac                      | 33148      | 33420                         | Libourne       | Les Coteaux de Dordogne                                | CA du Libournais                                     | 1,50             | 92 (2022)                         | 61                 | modifier les données · modifier les données |
| Daubèze                       | 33149      | 33540                         | Langon         | Le Réolais et Les Bastides                             | Communauté des communes rurales de l'Entre-Deux-Mers | 5,63             | 147 (2022)                        | 26                 | modifier les données · modifier les données |
| Dieulivol                     | 33150      | 33580                         | Langon         | Le Réolais et Les Bastides                             | Communauté des communes rurales de l'Entre-Deux-Mers | 10,47            | 335 (2022)                        | 32                 | modifier les données · modifier les données |
| Donnezac                      | 33151      | 33860                         | Blaye          | Le Nord-Gironde                                        | CC Latitude Nord Gironde                             | 35,75            | 929 (2022)                        | 26                 | modifier les données · modifier les données |
| Donzac                        | 33152      | 33410                         | Langon         | L'Entre-Deux-Mers                                      | CC Convergence Garonne                               | 4,41             | 123 (2022)                        | 28                 | modifier les données · modifier les données |
| Doulezon                      | 33153      | 33350                         | Libourne       | Les Coteaux de Dordogne                                | CC Castillon-Pujols                                  | 7,36             | 278 (2022)                        | 38                 | modifier les données · modifier les données |
| Les Églisottes-et-Chalaures   | 33154      | 33230                         | Libourne       | Le Nord-Libournais                                     | CA du Libournais                                     | 17,16            | 2 172 (2022)                      | 127                | modifier les données · modifier les données |
| Escaudes                      | 33155      | 33840                         | Langon         | Le Sud-Gironde                                         | CC du Bazadais                                       | 25,77            | 167 (2022)                        | 6,5                | modifier les données · modifier les données |
| Escoussans                    | 33156      | 33760                         | Langon         | L'Entre-Deux-Mers                                      | CC Convergence Garonne                               | 5,11             | 276 (2022)                        | 54                 | modifier les données · modifier les données |
| Espiet                        | 33157      | 33420                         | Libourne       | Les Coteaux de Dordogne                                | CA du Libournais                                     | 6,79             | 748 (2022)                        | 110                | modifier les données · modifier les données |
| Les Esseintes                 | 33158      | 33190                         | Langon         | Le Réolais et Les Bastides                             | CC du Réolais en Sud Gironde                         | 5,10             | 245 (2022)                        | 48                 | modifier les données · modifier les données |
| Étauliers                     | 33159      | 33820                         | Blaye          | L'Estuaire                                             | CC de l'Estuaire                                     | 12,98            | 1 598 (2022)                      | 123                | modifier les données · modifier les données |
| Eynesse                       | 33160      | 33220                         | Libourne       | Le Réolais et Les Bastides                             | CC du Pays Foyen                                     | 7,59             | 591 (2022)                        | 78                 | modifier les données · modifier les données |
| Eyrans                        | 33161      | 33390                         | Blaye          | L'Estuaire                                             | CC de l'Estuaire                                     | 4,28             | 755 (2022)                        | 176                | modifier les données · modifier les données |
| Eysines                       | 33162      | 33320                         | Bordeaux       | Les Portes du Médoc                                    | Bordeaux Métropole                                   | 12,01            | 24 436 (2022)                     | 2 035              | modifier les données · modifier les données |
| Faleyras                      | 33163      | 33760                         | Langon         | L'Entre-Deux-Mers                                      | Communauté des communes rurales de l'Entre-Deux-Mers | 10,44            | 423 (2022)                        | 41                 | modifier les données · modifier les données |
| Fargues                       | 33164      | 33210                         | Langon         | Le Sud-Gironde                                         | CC du Sud Gironde                                    | 15,41            | 1 634 (2022)                      | 106                | modifier les données · modifier les données |
| Fargues-Saint-Hilaire         | 33165      | 33370                         | Bordeaux       | Créon                                                  | CC des Coteaux Bordelais                             | 7,02             | 3 504 (2022)                      | 499                | modifier les données · modifier les données |
| Le Fieu                       | 33166      | 33230                         | Libourne       | Le Nord-Libournais                                     | CA du Libournais                                     | 14,67            | 501 (2022)                        | 34                 | modifier les données · modifier les données |
| Flaujagues                    | 33168      | 33350                         | Libourne       | Les Coteaux de Dordogne                                | CC Castillon-Pujols                                  | 7,80             | 598 (2022)                        | 77                 | modifier les données · modifier les données |
| Floirac                       | 33167      | 33270                         | Bordeaux       | Cenon                                                  | Bordeaux Métropole                                   | 8,67             | 17 939 (2022)                     | 2 069              | modifier les données · modifier les données |
| Floudès                       | 33169      | 33190                         | Langon         | Le Réolais et Les Bastides                             | CC du Réolais en Sud Gironde                         | 3,70             | 106 (2022)                        | 29                 | modifier les données · modifier les données |
| Fontet                        | 33170      | 33190                         | Langon         | Le Réolais et Les Bastides                             | CC du Réolais en Sud Gironde                         | 7,67             | 746 (2022)                        | 97                 | modifier les données · modifier les données |
| Fossès-et-Baleyssac           | 33171      | 33190                         | Langon         | Le Réolais et Les Bastides                             | CC du Réolais en Sud Gironde                         | 9,40             | 223 (2022)                        | 24                 | modifier les données · modifier les données |
| Fours                         | 33172      | 33390                         | Blaye          | L'Estuaire                                             | CC de Blaye                                          | 4,64             | 265 (2022)                        | 57                 | modifier les données · modifier les données |
| Francs                        | 33173      | 33570                         | Libourne       | Le Nord-Libournais                                     | CC du Grand Saint-Émilionnais                        | 6,59             | 178 (2022)                        | 27                 | modifier les données · modifier les données |
| Fronsac                       | 33174      | 33126                         | Libourne       | Le Libournais-Fronsadais                               | CC du Fronsadais                                     | 15,29            | 1 120 (2022)                      | 73                 | modifier les données · modifier les données |
| Frontenac                     | 33175      | 33760                         | Langon         | L'Entre-Deux-Mers                                      | Communauté des communes rurales de l'Entre-Deux-Mers | 14,40            | 785 (2022)                        | 55                 | modifier les données · modifier les données |
| Gabarnac                      | 33176      | 33410                         | Langon         | L'Entre-Deux-Mers                                      | CC Convergence Garonne                               | 5,21             | 363 (2022)                        | 70                 | modifier les données · modifier les données |
| Gaillan-en-Médoc              | 33177      | 33340                         | Lesparre-Médoc | Le Nord-Médoc                                          | CC Médoc Cœur de Presqu'île                          | 42,02            | 2 376 (2022)                      | 57                 | modifier les données · modifier les données |
| Gajac                         | 33178      | 33430                         | Langon         | Le Sud-Gironde                                         | CC du Bazadais                                       | 12,28            | 370 (2022)                        | 30                 | modifier les données · modifier les données |
| Galgon                        | 33179      | 33133                         | Libourne       | Le Libournais-Fronsadais                               | CC du Fronsadais                                     | 15,18            | 3 109 (2022)                      | 205                | modifier les données · modifier les données |
| Gans                          | 33180      | 33430                         | Langon         | Le Sud-Gironde                                         | CC du Bazadais                                       | 7,01             | 202 (2022)                        | 29                 | modifier les données · modifier les données |
| Gardegan-et-Tourtirac         | 33181      | 33350                         | Libourne       | Les Coteaux de Dordogne                                | CC du Grand Saint-Émilionnais                        | 9,58             | 277 (2022)                        | 29                 | modifier les données · modifier les données |
| Gauriac                       | 33182      | 33710                         | Blaye          | L'Estuaire                                             | CC de Blaye                                          | 5,54             | 737 (2022)                        | 133                | modifier les données · modifier les données |
| Gauriaguet                    | 33183      | 33240                         | Blaye          | Le Nord-Gironde                                        | CC du Grand Cubzaguais                               | 5,37             | 1 537 (2022)                      | 286                | modifier les données · modifier les données |
| Générac                       | 33184      | 33920                         | Blaye          | Le Nord-Gironde                                        | CC de Blaye                                          | 9,44             | 551 (2022)                        | 58                 | modifier les données · modifier les données |
| Génissac                      | 33185      | 33420                         | Libourne       | Les Coteaux de Dordogne                                | CA du Libournais                                     | 13,04            | 2 026 (2022)                      | 155                | modifier les données · modifier les données |
| Gensac                        | 33186      | 33890                         | Libourne       | Les Coteaux de Dordogne                                | CC Castillon-Pujols                                  | 9,38             | 679 (2022)                        | 72                 | modifier les données · modifier les données |
| Gironde-sur-Dropt             | 33187      | 33190                         | Langon         | Le Réolais et Les Bastides                             | CC du Réolais en Sud Gironde                         | 8,84             | 1 340 (2022)                      | 152                | modifier les données · modifier les données |
| Giscos                        | 33188      | 33840                         | Langon         | Le Sud-Gironde                                         | CC du Bazadais                                       | 32,06            | 184 (2022)                        | 5,7                | modifier les données · modifier les données |
| Gornac                        | 33189      | 33540                         | Langon         | L'Entre-Deux-Mers                                      | Communauté des communes rurales de l'Entre-Deux-Mers | 8,35             | 436 (2022)                        | 52                 | modifier les données · modifier les données |
| Goualade                      | 33190      | 33840                         | Langon         | Le Sud-Gironde                                         | CC du Bazadais                                       | 17,00            | 107 (2022)                        | 6,3                | modifier les données · modifier les données |
| Gours                         | 33191      | 33660                         | Libourne       | Le Nord-Libournais                                     | CA du Libournais                                     | 7,89             | 523 (2022)                        | 66                 | modifier les données · modifier les données |
| Gradignan                     | 33192      | 33170                         | Bordeaux       | Pessac-2                                               | Bordeaux Métropole                                   | 15,77            | 26 186 (2022)                     | 1 660              | modifier les données · modifier les données |
| Grayan-et-l'Hôpital           | 33193      | 33590                         | Lesparre-Médoc | Le Nord-Médoc                                          | CC Médoc Atlantique                                  | 45,40            | 1 545 (2022)                      | 34                 | modifier les données · modifier les données |
| Grézillac                     | 33194      | 33420                         | Libourne       | Les Coteaux de Dordogne                                | CC Castillon-Pujols                                  | 7,79             | 688 (2022)                        | 88                 | modifier les données · modifier les données |
| Grignols                      | 33195      | 33690                         | Langon         | Le Sud-Gironde                                         | CC du Bazadais                                       | 22,70            | 1 209 (2022)                      | 53                 | modifier les données · modifier les données |
| Guillac                       | 33196      | 33420                         | Libourne       | Les Coteaux de Dordogne                                | CC Castillon-Pujols                                  | 3,06             | 173 (2022)                        | 57                 | modifier les données · modifier les données |
| Guillos                       | 33197      | 33720                         | Langon         | Les Landes des Graves                                  | CC Convergence Garonne                               | 22,67            | 454 (2022)                        | 20                 | modifier les données · modifier les données |
| Guîtres                       | 33198      | 33230                         | Libourne       | Le Nord-Libournais                                     | CA du Libournais                                     | 5,02             | 1 637 (2022)                      | 326                | modifier les données · modifier les données |
| Gujan-Mestras                 | 33199      | 33470                         | Arcachon       | Gujan-Mestras                                          | CA Bassin d'Arcachon Sud                             | 53,99            | 22 643 (2022)                     | 419                | modifier les données · modifier les données |
| Le Haillan                    | 33200      | 33185                         | Bordeaux       | Mérignac-1                                             | Bordeaux Métropole                                   | 9,26             | 11 499 (2022)                     | 1 242              | modifier les données · modifier les données |
| Haux                          | 33201      | 33550                         | Bordeaux       | L'Entre-Deux-Mers                                      | CC du Créonnais                                      | 10,21            | 843 (2022)                        | 83                 | modifier les données · modifier les données |
| Hostens                       | 33202      | 33125                         | Langon         | Les Landes des Graves                                  | CC du Sud Gironde                                    | 57,64            | 1 530 (2022)                      | 27                 | modifier les données · modifier les données |
| Hourtin                       | 33203      | 33990                         | Lesparre-Médoc | Le Sud-Médoc                                           | CC Médoc Atlantique                                  | 190,50           | 4 028 (2022)                      | 21                 | modifier les données · modifier les données |
| Hure                          | 33204      | 33190                         | Langon         | Le Réolais et Les Bastides                             | CC du Réolais en Sud Gironde                         | 7,09             | 565 (2022)                        | 80                 | modifier les données · modifier les données |
| Illats                        | 33205      | 33720                         | Langon         | Les Landes des Graves                                  | CC Convergence Garonne                               | 29,24            | 1 403 (2022)                      | 48                 | modifier les données · modifier les données |
| Isle-Saint-Georges            | 33206      | 33640                         | Bordeaux       | La Brède                                               | CC de Montesquieu                                    | 4,35             | 516 (2022)                        | 119                | modifier les données · modifier les données |
| Izon                          | 33207      | 33450                         | Libourne       | Le Libournais-Fronsadais                               | CA du Libournais                                     | 15,59            | 6 347 (2022)                      | 407                | modifier les données · modifier les données |
| Jau-Dignac-et-Loirac          | 33208      | 33590                         | Lesparre-Médoc | Le Nord-Médoc                                          | CC Médoc Atlantique                                  | 41,23            | 982 (2022)                        | 24                 | modifier les données · modifier les données |
| Jugazan                       | 33209      | 33420                         | Libourne       | Les Coteaux de Dordogne                                | CC Castillon-Pujols                                  | 5,53             | 273 (2022)                        | 49                 | modifier les données · modifier les données |
| Juillac                       | 33210      | 33890                         | Libourne       | Les Coteaux de Dordogne                                | CC Castillon-Pujols                                  | 5,86             | 218 (2022)                        | 37                 | modifier les données · modifier les données |
| Labarde                       | 33211      | 33460                         | Lesparre-Médoc | Le Sud-Médoc                                           | CC Médoc Estuaire                                    | 4,76             | 616 (2022)                        | 129                | modifier les données · modifier les données |
| Labescau                      | 33212      | 33690                         | Langon         | Le Sud-Gironde                                         | CC du Bazadais                                       | 5,99             | 134 (2022)                        | 22                 | modifier les données · modifier les données |
| Lacanau                       | 33214      | 33680                         | Lesparre-Médoc | Le Sud-Médoc                                           | CC Médoc Atlantique                                  | 214,02           | 5 389 (2022)                      | 25                 | modifier les données · modifier les données |
| Ladaux                        | 33215      | 33760                         | Langon         | L'Entre-Deux-Mers                                      | Communauté des communes rurales de l'Entre-Deux-Mers | 4,29             | 187 (2022)                        | 44                 | modifier les données · modifier les données |
| Lados                         | 33216      | 33124                         | Langon         | Le Réolais et Les Bastides                             | CC du Bazadais                                       | 6,49             | 178 (2022)                        | 27                 | modifier les données · modifier les données |
| Lagorce                       | 33218      | 33230                         | Libourne       | Le Nord-Libournais                                     | CA du Libournais                                     | 28,47            | 1 591 (2022)                      | 56                 | modifier les données · modifier les données |
| Lalande-de-Pomerol            | 33222      | 33500                         | Libourne       | Le Libournais-Fronsadais                               | CA du Libournais                                     | 8,25             | 631 (2022)                        | 76                 | modifier les données · modifier les données |
| Lamarque                      | 33220      | 33460                         | Lesparre-Médoc | Le Sud-Médoc                                           | CC Médoc Estuaire                                    | 8,91             | 1 335 (2022)                      | 150                | modifier les données · modifier les données |
| Lamothe-Landerron             | 33221      | 33190                         | Langon         | Le Réolais et Les Bastides                             | CC du Réolais en Sud Gironde                         | 9,18             | 1 119 (2022)                      | 122                | modifier les données · modifier les données |
| La Lande-de-Fronsac           | 33219      | 33240                         | Libourne       | Le Libournais-Fronsadais                               | CC du Fronsadais                                     | 8,53             | 2 739 (2022)                      | 321                | modifier les données · modifier les données |
| Landerrouat                   | 33223      | 33790                         | Langon         | Le Réolais et Les Bastides                             | CC du Pays Foyen                                     | 4,99             | 228 (2022)                        | 46                 | modifier les données · modifier les données |
| Landerrouet-sur-Ségur         | 33224      | 33540                         | Langon         | Le Réolais et Les Bastides                             | Communauté des communes rurales de l'Entre-Deux-Mers | 3,14             | 102 (2022)                        | 32                 | modifier les données · modifier les données |
| Landiras                      | 33225      | 33720                         | Langon         | Les Landes des Graves                                  | CC Convergence Garonne                               | 59,75            | 2 245 (2022)                      | 38                 | modifier les données · modifier les données |
| Langoiran                     | 33226      | 33550                         | Langon         | L'Entre-Deux-Mers                                      | CC des Portes de l'Entre-Deux-Mers                   | 10,14            | 2 210 (2022)                      | 218                | modifier les données · modifier les données |
| Langon                        | 33227      | 33210                         | Langon         | Le Sud-Gironde                                         | CC du Sud Gironde                                    | 13,71            | 7 523 (2022)                      | 549                | modifier les données · modifier les données |
| Lansac                        | 33228      | 33710                         | Blaye          | L'Estuaire                                             | CC du Grand Cubzaguais                               | 6,00             | 671 (2022)                        | 112                | modifier les données · modifier les données |
| Lanton                        | 33229      | 33138                         | Arcachon       | Andernos-les-Bains                                     | CA du Bassin d'Arcachon Nord                         | 136,19           | 7 315 (2022)                      | 54                 | modifier les données · modifier les données |
| Lapouyade                     | 33230      | 33620                         | Libourne       | Le Nord-Libournais                                     | CA du Libournais                                     | 25,80            | 545 (2022)                        | 21                 | modifier les données · modifier les données |
| Laroque                       | 33231      | 33410                         | Langon         | L'Entre-Deux-Mers                                      | CC Convergence Garonne                               | 2,97             | 288 (2022)                        | 97                 | modifier les données · modifier les données |
| Lartigue                      | 33232      | 33840                         | Langon         | Le Sud-Gironde                                         | CC du Bazadais                                       | 13,64            | 41 (2022)                         | 3,0                | modifier les données · modifier les données |
| Laruscade                     | 33233      | 33620                         | Blaye          | Le Nord-Gironde                                        | CC Latitude Nord Gironde                             | 46,76            | 2 808 (2022)                      | 60                 | modifier les données · modifier les données |
| Latresne                      | 33234      | 33360                         | Bordeaux       | Créon                                                  | CC des Portes de l'Entre-Deux-Mers                   | 10,39            | 3 699 (2022)                      | 356                | modifier les données · modifier les données |
| Lavazan                       | 33235      | 33690                         | Langon         | Le Sud-Gironde                                         | CC du Bazadais                                       | 8,97             | 229 (2022)                        | 26                 | modifier les données · modifier les données |
| Lège-Cap-Ferret               | 33236      | 33950 33970                   | Arcachon       | Andernos-les-Bains                                     | CA du Bassin d'Arcachon Nord                         | 93,62            | 8 051 (2022)                      | 86                 | modifier les données · modifier les données |
| Léogeats                      | 33237      | 33210                         | Langon         | Le Sud-Gironde                                         | CC du Sud Gironde                                    | 19,61            | 880 (2022)                        | 45                 | modifier les données · modifier les données |
| Léognan                       | 33238      | 33850                         | Bordeaux       | La Brède                                               | CC de Montesquieu                                    | 41,43            | 10 723 (2022)                     | 259                | modifier les données · modifier les données |
| Lerm-et-Musset                | 33239      | 33840                         | Langon         | Le Sud-Gironde                                         | CC du Bazadais                                       | 36,87            | 491 (2022)                        | 13                 | modifier les données · modifier les données |
| Lesparre-Médoc                | 33240      | 33340                         | Lesparre-Médoc | Le Nord-Médoc                                          | CC Médoc Cœur de Presqu'île                          | 36,97            | 5 862 (2022)                      | 159                | modifier les données · modifier les données |
| Lestiac-sur-Garonne           | 33241      | 33550                         | Langon         | L'Entre-Deux-Mers                                      | CC Convergence Garonne                               | 2,98             | 590 (2022)                        | 198                | modifier les données · modifier les données |
| Les Lèves-et-Thoumeyragues    | 33242      | 33220                         | Libourne       | Le Réolais et Les Bastides                             | CC du Pays Foyen                                     | 15,58            | 558 (2022)                        | 36                 | modifier les données · modifier les données |
| Libourne                      | 33243      | 33500                         | Libourne       | Le Libournais-Fronsadais                               | CA du Libournais                                     | 20,63            | 24 668 (2022)                     | 1 196              | modifier les données · modifier les données |
| Lignan-de-Bazas               | 33244      | 33430                         | Langon         | Le Sud-Gironde                                         | CC du Bazadais                                       | 11,10            | 403 (2022)                        | 36                 | modifier les données · modifier les données |
| Lignan-de-Bordeaux            | 33245      | 33360                         | Bordeaux       | Créon                                                  | CC des Portes de l'Entre-Deux-Mers                   | 8,94             | 834 (2022)                        | 93                 | modifier les données · modifier les données |
| Ligueux                       | 33246      | 33220                         | Libourne       | Le Réolais et Les Bastides                             | CC du Pays Foyen                                     | 5,05             | 140 (2022)                        | 28                 | modifier les données · modifier les données |
| Listrac-de-Durèze             | 33247      | 33790                         | Langon         | Le Réolais et Les Bastides                             | CC du Pays Foyen                                     | 5,31             | 137 (2022)                        | 26                 | modifier les données · modifier les données |
| Listrac-Médoc                 | 33248      | 33480                         | Lesparre-Médoc | Le Sud-Médoc                                           | CC Médullienne                                       | 61,90            | 2 801 (2022)                      | 45                 | modifier les données · modifier les données |
| Lormont                       | 33249      | 33310                         | Bordeaux       | Lormont                                                | Bordeaux Métropole                                   | 7,36             | 24 654 (2022)                     | 3 350              | modifier les données · modifier les données |
| Loubens                       | 33250      | 33190                         | Langon         | Le Réolais et Les Bastides                             | CC du Réolais en Sud Gironde                         | 5,89             | 314 (2022)                        | 53                 | modifier les données · modifier les données |
| Louchats                      | 33251      | 33125                         | Langon         | Les Landes des Graves                                  | CC du Sud Gironde                                    | 39,24            | 697 (2022)                        | 18                 | modifier les données · modifier les données |
| Loupes                        | 33252      | 33370                         | Bordeaux       | Créon                                                  | CC du Créonnais                                      | 4,87             | 940 (2022)                        | 193                | modifier les données · modifier les données |
| Loupiac                       | 33253      | 33410                         | Langon         | L'Entre-Deux-Mers                                      | CC Convergence Garonne                               | 9,57             | 1 087 (2022)                      | 114                | modifier les données · modifier les données |
| Loupiac-de-la-Réole           | 33254      | 33190                         | Langon         | Le Réolais et Les Bastides                             | CC du Réolais en Sud Gironde                         | 5,32             | 545 (2022)                        | 102                | modifier les données · modifier les données |
| Lucmau                        | 33255      | 33840                         | Langon         | Le Sud-Gironde                                         | CC du Sud Gironde                                    | 66,73            | 244 (2022)                        | 3,7                | modifier les données · modifier les données |
| Ludon-Médoc                   | 33256      | 33290                         | Bordeaux       | Les Portes du Médoc                                    | CC Médoc Estuaire                                    | 18,69            | 5 466 (2022)                      | 292                | modifier les données · modifier les données |
| Lugaignac                     | 33257      | 33420                         | Libourne       | Les Coteaux de Dordogne                                | CC Castillon-Pujols                                  | 3,66             | 433 (2022)                        | 118                | modifier les données · modifier les données |
| Lugasson                      | 33258      | 33760                         | Langon         | L'Entre-Deux-Mers                                      | Communauté des communes rurales de l'Entre-Deux-Mers | 6,32             | 319 (2022)                        | 50                 | modifier les données · modifier les données |
| Lugon-et-l'Île-du-Carnay      | 33259      | 33240                         | Libourne       | Le Libournais-Fronsadais                               | CC du Fronsadais                                     | 10,94            | 1 391 (2022)                      | 127                | modifier les données · modifier les données |
| Lugos                         | 33260      | 33830                         | Arcachon       | Les Landes des Graves                                  | CC du Val de l'Eyre                                  | 62,14            | 1 137 (2022)                      | 18                 | modifier les données · modifier les données |
| Lussac                        | 33261      | 33570                         | Libourne       | Le Nord-Libournais                                     | CC du Grand Saint-Émilionnais                        | 23,43            | 1 146 (2022)                      | 49                 | modifier les données · modifier les données |
| Macau                         | 33262      | 33460                         | Bordeaux       | Le Sud-Médoc                                           | CC Médoc Estuaire                                    | 19,56            | 4 575 (2022)                      | 234                | modifier les données · modifier les données |
| Madirac                       | 33263      | 33670                         | Bordeaux       | Créon                                                  | CC du Créonnais                                      | 1,86             | 297 (2022)                        | 160                | modifier les données · modifier les données |
| Maransin                      | 33264      | 33230                         | Libourne       | Le Nord-Libournais                                     | CA du Libournais                                     | 29,94            | 1 059 (2022)                      | 35                 | modifier les données · modifier les données |
| Marcenais                     | 33266      | 33620                         | Blaye          | Le Nord-Gironde                                        | CC Latitude Nord Gironde                             | 9,04             | 839 (2022)                        | 93                 | modifier les données · modifier les données |
| Marcheprime                   | 33555      | 33380                         | Arcachon       | Gujan-Mestras                                          | CA du Bassin d'Arcachon Nord                         | 24,56            | 5 637 (2022)                      | 230                | modifier les données · modifier les données |
| Margaux-Cantenac              | 33268      | 33460                         | Lesparre-Médoc | Le Sud-Médoc                                           | CC Médoc Estuaire                                    | 21,62            | 2 844 (2022)                      | 132                | modifier les données · modifier les données |
| Margueron                     | 33269      | 33220                         | Libourne       | Le Réolais et Les Bastides                             | CC du Pays Foyen                                     | 13,57            | 373 (2022)                        | 27                 | modifier les données · modifier les données |
| Marimbault                    | 33270      | 33430                         | Langon         | Le Sud-Gironde                                         | CC du Bazadais                                       | 6,71             | 191 (2022)                        | 28                 | modifier les données · modifier les données |
| Marions                       | 33271      | 33690                         | Langon         | Le Sud-Gironde                                         | CC du Bazadais                                       | 16,32            | 211 (2022)                        | 13                 | modifier les données · modifier les données |
| Marsas                        | 33272      | 33620                         | Blaye          | Le Nord-Gironde                                        | CC Latitude Nord Gironde                             | 8,13             | 1 237 (2022)                      | 152                | modifier les données · modifier les données |
| Martignas-sur-Jalle           | 33273      | 33127                         | Bordeaux       | Mérignac-2                                             | Bordeaux Métropole                                   | 26,39            | 7 959 (2022)                      | 302                | modifier les données · modifier les données |
| Martillac                     | 33274      | 33650                         | Bordeaux       | La Brède                                               | CC de Montesquieu                                    | 17,09            | 3 581 (2022)                      | 210                | modifier les données · modifier les données |
| Martres                       | 33275      | 33760                         | Langon         | L'Entre-Deux-Mers                                      | Communauté des communes rurales de l'Entre-Deux-Mers | 3,03             | 99 (2022)                         | 33                 | modifier les données · modifier les données |
| Masseilles                    | 33276      | 33690                         | Langon         | Le Sud-Gironde                                         | CC du Bazadais                                       | 6,72             | 137 (2022)                        | 20                 | modifier les données · modifier les données |
| Massugas                      | 33277      | 33790                         | Langon         | Le Réolais et Les Bastides                             | CC du Pays Foyen                                     | 14,41            | 217 (2022)                        | 15                 | modifier les données · modifier les données |
| Mauriac                       | 33278      | 33540                         | Langon         | Le Réolais et Les Bastides                             | Communauté des communes rurales de l'Entre-Deux-Mers | 10,02            | 228 (2022)                        | 23                 | modifier les données · modifier les données |
| Mazères                       | 33279      | 33210                         | Langon         | Le Sud-Gironde                                         | CC du Sud Gironde                                    | 13,14            | 781 (2022)                        | 59                 | modifier les données · modifier les données |
| Mazion                        | 33280      | 33390                         | Blaye          | L'Estuaire                                             | CC de l'Estuaire                                     | 3,71             | 545 (2022)                        | 147                | modifier les données · modifier les données |
| Mérignac                      | 33281      | 33700                         | Bordeaux       | Mérignac-1 Mérignac-2                                  | Bordeaux Métropole                                   | 48,17            | 77 136 (2022)                     | 1 601              | modifier les données · modifier les données |
| Mérignas                      | 33282      | 33350                         | Langon         | Le Réolais et Les Bastides                             | CC Castillon-Pujols                                  | 9,56             | 299 (2022)                        | 31                 | modifier les données · modifier les données |
| Mesterrieux                   | 33283      | 33540                         | Langon         | Le Réolais et Les Bastides                             | Communauté des communes rurales de l'Entre-Deux-Mers | 3,59             | 223 (2022)                        | 62                 | modifier les données · modifier les données |
| Mios                          | 33284      | 33380                         | Arcachon       | Gujan-Mestras                                          | CA du Bassin d'Arcachon Nord                         | 137,41           | 11 756 (2022)                     | 86                 | modifier les données · modifier les données |
| Mombrier                      | 33285      | 33710                         | Blaye          | L'Estuaire                                             | CC du Grand Cubzaguais                               | 4,25             | 465 (2022)                        | 109                | modifier les données · modifier les données |
| Mongauzy                      | 33287      | 33190                         | Langon         | Le Réolais et Les Bastides                             | CC du Réolais en Sud Gironde                         | 6,84             | 656 (2022)                        | 96                 | modifier les données · modifier les données |
| Monprimblanc                  | 33288      | 33410                         | Langon         | L'Entre-Deux-Mers                                      | CC Convergence Garonne                               | 4,97             | 278 (2022)                        | 56                 | modifier les données · modifier les données |
| Monségur                      | 33289      | 33580                         | Langon         | Le Réolais et Les Bastides                             | CC du Réolais en Sud Gironde                         | 9,91             | 1 585 (2022)                      | 160                | modifier les données · modifier les données |
| Montagne                      | 33290      | 33570                         | Libourne       | Le Nord-Libournais                                     | CC du Grand Saint-Émilionnais                        | 26,66            | 1 520 (2022)                      | 57                 | modifier les données · modifier les données |
| Montagoudin                   | 33291      | 33190                         | Langon         | Le Réolais et Les Bastides                             | CC du Réolais en Sud Gironde                         | 3,34             | 171 (2022)                        | 51                 | modifier les données · modifier les données |
| Montignac                     | 33292      | 33760                         | Langon         | L'Entre-Deux-Mers                                      | Communauté des communes rurales de l'Entre-Deux-Mers | 6,48             | 134 (2022)                        | 21                 | modifier les données · modifier les données |
| Montussan                     | 33293      | 33450                         | Bordeaux       | Lormont                                                | CC Les Rives de la Laurence                          | 8,30             | 3 506 (2022)                      | 422                | modifier les données · modifier les données |
| Morizès                       | 33294      | 33190                         | Langon         | Le Réolais et Les Bastides                             | CC du Réolais en Sud Gironde                         | 5,87             | 531 (2022)                        | 90                 | modifier les données · modifier les données |
| Mouillac                      | 33295      | 33240                         | Libourne       | Le Libournais-Fronsadais                               | CC du Fronsadais                                     | 1,87             | 89 (2022)                         | 48                 | modifier les données · modifier les données |
| Mouliets-et-Villemartin       | 33296      | 33350                         | Libourne       | Les Coteaux de Dordogne                                | CC Castillon-Pujols                                  | 15,91            | 1 022 (2022)                      | 64                 | modifier les données · modifier les données |
| Moulis-en-Médoc               | 33297      | 33480                         | Lesparre-Médoc | Le Sud-Médoc                                           | CC Médullienne                                       | 20,56            | 1 917 (2022)                      | 93                 | modifier les données · modifier les données |
| Moulon                        | 33298      | 33420                         | Libourne       | Les Coteaux de Dordogne                                | CA du Libournais                                     | 13,25            | 1 056 (2022)                      | 80                 | modifier les données · modifier les données |
| Mourens                       | 33299      | 33410                         | Langon         | L'Entre-Deux-Mers                                      | Communauté des communes rurales de l'Entre-Deux-Mers | 10,63            | 389 (2022)                        | 37                 | modifier les données · modifier les données |
| Naujac-sur-Mer                | 33300      | 33990                         | Lesparre-Médoc | Le Nord-Médoc                                          | CC Médoc Atlantique                                  | 98,55            | 1 102 (2022)                      | 11                 | modifier les données · modifier les données |
| Naujan-et-Postiac             | 33301      | 33420                         | Libourne       | Les Coteaux de Dordogne                                | CC Castillon-Pujols                                  | 11,10            | 612 (2022)                        | 55                 | modifier les données · modifier les données |
| Néac                          | 33302      | 33500                         | Libourne       | Le Nord-Libournais                                     | CC du Grand Saint-Émilionnais                        | 6,88             | 324 (2022)                        | 47                 | modifier les données · modifier les données |
| Nérigean                      | 33303      | 33750                         | Libourne       | Les Coteaux de Dordogne                                | CA du Libournais                                     | 9,98             | 838 (2022)                        | 84                 | modifier les données · modifier les données |
| Neuffons                      | 33304      | 33580                         | Langon         | Le Réolais et Les Bastides                             | Communauté des communes rurales de l'Entre-Deux-Mers | 4,67             | 147 (2022)                        | 31                 | modifier les données · modifier les données |
| Le Nizan                      | 33305      | 33430                         | Langon         | Le Sud-Gironde                                         | CC du Bazadais                                       | 15,21            | 506 (2022)                        | 33                 | modifier les données · modifier les données |
| Noaillac                      | 33306      | 33190                         | Langon         | Le Réolais et Les Bastides                             | CC du Réolais en Sud Gironde                         | 7,94             | 559 (2022)                        | 70                 | modifier les données · modifier les données |
| Noaillan                      | 33307      | 33730                         | Langon         | Le Sud-Gironde                                         | CC du Sud Gironde                                    | 31,80            | 1 698 (2022)                      | 53                 | modifier les données · modifier les données |
| Omet                          | 33308      | 33410                         | Langon         | L'Entre-Deux-Mers                                      | CC Convergence Garonne                               | 2,62             | 289 (2022)                        | 110                | modifier les données · modifier les données |
| Ordonnac                      | 33309      | 33340                         | Lesparre-Médoc | Le Nord-Médoc                                          | CC Médoc Cœur de Presqu'île                          | 10,21            | 487 (2022)                        | 48                 | modifier les données · modifier les données |
| Origne                        | 33310      | 33113                         | Langon         | Les Landes des Graves                                  | CC du Sud Gironde                                    | 27,19            | 188 (2022)                        | 6,9                | modifier les données · modifier les données |
| Paillet                       | 33311      | 33550                         | Langon         | L'Entre-Deux-Mers                                      | CC Convergence Garonne                               | 2,48             | 1 192 (2022)                      | 481                | modifier les données · modifier les données |
| Parempuyre                    | 33312      | 33290                         | Bordeaux       | Les Portes du Médoc                                    | Bordeaux Métropole                                   | 21,80            | 10 407 (2022)                     | 477                | modifier les données · modifier les données |
| Pauillac                      | 33314      | 33250                         | Lesparre-Médoc | Le Nord-Médoc                                          | CC Médoc Cœur de Presqu'île                          | 22,74            | 5 165 (2022)                      | 227                | modifier les données · modifier les données |
| Les Peintures                 | 33315      | 33230                         | Libourne       | Le Nord-Libournais                                     | CA du Libournais                                     | 13,13            | 1 633 (2022)                      | 124                | modifier les données · modifier les données |
| Pellegrue                     | 33316      | 33790                         | Langon         | Le Réolais et Les Bastides                             | CC du Pays Foyen                                     | 38,18            | 899 (2022)                        | 24                 | modifier les données · modifier les données |
| Périssac                      | 33317      | 33240                         | Libourne       | Le Nord-Gironde                                        | CC du Fronsadais                                     | 12,16            | 1 185 (2022)                      | 97                 | modifier les données · modifier les données |
| Pessac                        | 33318      | 33600                         | Bordeaux       | Pessac-1 Pessac-2                                      | Bordeaux Métropole                                   | 38,82            | 66 874 (2022)                     | 1 723              | modifier les données · modifier les données |
| Pessac-sur-Dordogne           | 33319      | 33890                         | Libourne       | Les Coteaux de Dordogne                                | CC Castillon-Pujols                                  | 7,78             | 446 (2022)                        | 57                 | modifier les données · modifier les données |
| Petit-Palais-et-Cornemps      | 33320      | 33570                         | Libourne       | Le Nord-Libournais                                     | CC du Grand Saint-Émilionnais                        | 14,32            | 738 (2022)                        | 52                 | modifier les données · modifier les données |
| Peujard                       | 33321      | 33240                         | Blaye          | Le Nord-Gironde                                        | CC du Grand Cubzaguais                               | 10,98            | 2 191 (2022)                      | 200                | modifier les données · modifier les données |
| Le Pian-Médoc                 | 33322      | 33290                         | Bordeaux       | Les Portes du Médoc                                    | CC Médoc Estuaire                                    | 30,12            | 7 198 (2022)                      | 239                | modifier les données · modifier les données |
| Le Pian-sur-Garonne           | 33323      | 33490                         | Langon         | L'Entre-Deux-Mers                                      | CC du Sud Gironde                                    | 6,35             | 967 (2022)                        | 152                | modifier les données · modifier les données |
| Pineuilh                      | 33324      | 33220                         | Libourne       | Le Réolais et Les Bastides                             | CC du Pays Foyen                                     | 17,36            | 4 447 (2022)                      | 256                | modifier les données · modifier les données |
| Plassac                       | 33325      | 33390                         | Blaye          | L'Estuaire                                             | CC de Blaye                                          | 7,12             | 942 (2022)                        | 132                | modifier les données · modifier les données |
| Pleine-Selve                  | 33326      | 33820                         | Blaye          | L'Estuaire                                             | CC de l'Estuaire                                     | 4,23             | 220 (2022)                        | 52                 | modifier les données · modifier les données |
| Podensac                      | 33327      | 33720                         | Langon         | Les Landes des Graves                                  | CC Convergence Garonne                               | 8,34             | 3 300 (2022)                      | 396                | modifier les données · modifier les données |
| Pomerol                       | 33328      | 33500                         | Libourne       | Le Libournais-Fronsadais                               | CA du Libournais                                     | 6,24             | 608 (2022)                        | 97                 | modifier les données · modifier les données |
| Pompéjac                      | 33329      | 33730                         | Langon         | Le Sud-Gironde                                         | CC du Sud Gironde                                    | 9,74             | 275 (2022)                        | 28                 | modifier les données · modifier les données |
| Pompignac                     | 33330      | 33370                         | Bordeaux       | Créon                                                  | CC des Coteaux Bordelais                             | 11,62            | 3 485 (2022)                      | 300                | modifier les données · modifier les données |
| Pondaurat                     | 33331      | 33190                         | Langon         | Le Réolais et Les Bastides                             | CC du Réolais en Sud Gironde                         | 8,74             | 456 (2022)                        | 52                 | modifier les données · modifier les données |
| Porchères                     | 33332      | 33660                         | Libourne       | Le Nord-Libournais                                     | CA du Libournais                                     | 13,19            | 876 (2022)                        | 66                 | modifier les données · modifier les données |
| Le Porge                      | 33333      | 33680                         | Lesparre-Médoc | Le Sud-Médoc                                           | CC Médullienne                                       | 149,03           | 3 418 (2022)                      | 23                 | modifier les données · modifier les données |
| Porte-de-Benauge              | 33008      | 33760                         | Langon         | L'Entre-Deux-Mers                                      | Communauté des communes rurales de l'Entre-Deux-Mers | 19,08            | 591 (2022)                        | 31                 | modifier les données · modifier les données |
| Portets                       | 33334      | 33640                         | Langon         | Les Landes des Graves                                  | CC Convergence Garonne                               | 15,49            | 2 638 (2022)                      | 170                | modifier les données · modifier les données |
| Le Pout                       | 33335      | 33670                         | Bordeaux       | Créon                                                  | CC du Créonnais                                      | 3,93             | 617 (2022)                        | 157                | modifier les données · modifier les données |
| Préchac                       | 33336      | 33730                         | Langon         | Le Sud-Gironde                                         | CC du Sud Gironde                                    | 63,87            | 1 059 (2022)                      | 17                 | modifier les données · modifier les données |
| Preignac                      | 33337      | 33210                         | Langon         | Les Landes des Graves                                  | CC Convergence Garonne                               | 13,26            | 2 140 (2022)                      | 161                | modifier les données · modifier les données |
| Prignac-et-Marcamps           | 33339      | 33710                         | Blaye          | L'Estuaire                                             | CC du Grand Cubzaguais                               | 9,66             | 1 457 (2022)                      | 151                | modifier les données · modifier les données |
| Pugnac                        | 33341      | 33710                         | Blaye          | L'Estuaire                                             | CC du Grand Cubzaguais                               | 13,53            | 2 417 (2022)                      | 179                | modifier les données · modifier les données |
| Puisseguin                    | 33342      | 33570                         | Libourne       | Le Nord-Libournais                                     | CC du Grand Saint-Émilionnais                        | 17,25            | 828 (2022)                        | 48                 | modifier les données · modifier les données |
| Pujols                        | 33344      | 33350                         | Libourne       | Les Coteaux de Dordogne                                | CC Castillon-Pujols                                  | 7,40             | 522 (2022)                        | 71                 | modifier les données · modifier les données |
| Pujols-sur-Ciron              | 33343      | 33210                         | Langon         | Les Landes des Graves                                  | CC Convergence Garonne                               | 7,53             | 924 (2022)                        | 123                | modifier les données · modifier les données |
| Le Puy                        | 33345      | 33580                         | Langon         | Le Réolais et Les Bastides                             | Communauté des communes rurales de l'Entre-Deux-Mers | 8,15             | 394 (2022)                        | 48                 | modifier les données · modifier les données |
| Puybarban                     | 33346      | 33190                         | Langon         | Le Réolais et Les Bastides                             | CC du Réolais en Sud Gironde                         | 5,58             | 411 (2022)                        | 74                 | modifier les données · modifier les données |
| Puynormand                    | 33347      | 33660                         | Libourne       | Le Nord-Libournais                                     | CA du Libournais                                     | 7,64             | 309 (2022)                        | 40                 | modifier les données · modifier les données |
| Queyrac                       | 33348      | 33340                         | Lesparre-Médoc | Le Nord-Médoc                                          | CC Médoc Atlantique                                  | 30,73            | 1 357 (2022)                      | 44                 | modifier les données · modifier les données |
| Quinsac                       | 33349      | 33360                         | Bordeaux       | Créon                                                  | CC des Portes de l'Entre-Deux-Mers                   | 8,14             | 2 216 (2022)                      | 272                | modifier les données · modifier les données |
| Rauzan                        | 33350      | 33420                         | Libourne       | Les Coteaux de Dordogne                                | CC Castillon-Pujols                                  | 6,50             | 1 253 (2022)                      | 193                | modifier les données · modifier les données |
| Reignac                       | 33351      | 33860                         | Blaye          | L'Estuaire                                             | CC de l'Estuaire                                     | 37,43            | 1 626 (2022)                      | 43                 | modifier les données · modifier les données |
| La Réole                      | 33352      | 33190                         | Langon         | Le Réolais et Les Bastides                             | CC du Réolais en Sud Gironde                         | 12,53            | 4 441 (2022)                      | 354                | modifier les données · modifier les données |
| Rimons                        | 33353      | 33580                         | Langon         | Le Réolais et Les Bastides                             | Communauté des communes rurales de l'Entre-Deux-Mers | 14,38            | 196 (2022)                        | 14                 | modifier les données · modifier les données |
| Riocaud                       | 33354      | 33220                         | Libourne       | Le Réolais et Les Bastides                             | CC du Pays Foyen                                     | 10,40            | 195 (2022)                        | 19                 | modifier les données · modifier les données |
| Rions                         | 33355      | 33410                         | Langon         | L'Entre-Deux-Mers                                      | CC Convergence Garonne                               | 10,65            | 1 483 (2022)                      | 139                | modifier les données · modifier les données |
| La Rivière                    | 33356      | 33126                         | Libourne       | Le Libournais-Fronsadais                               | CC du Fronsadais                                     | 3,22             | 412 (2022)                        | 128                | modifier les données · modifier les données |
| Roaillan                      | 33357      | 33210                         | Langon         | Le Sud-Gironde                                         | CC du Sud Gironde                                    | 11,48            | 1 793 (2022)                      | 156                | modifier les données · modifier les données |
| Romagne                       | 33358      | 33760                         | Langon         | L'Entre-Deux-Mers                                      | Communauté des communes rurales de l'Entre-Deux-Mers | 5,15             | 479 (2022)                        | 93                 | modifier les données · modifier les données |
| Roquebrune                    | 33359      | 33580                         | Langon         | Le Réolais et Les Bastides                             | CC du Réolais en Sud Gironde                         | 6,52             | 281 (2022)                        | 43                 | modifier les données · modifier les données |
| La Roquille                   | 33360      | 33220                         | Libourne       | Le Réolais et Les Bastides                             | CC du Pays Foyen                                     | 6,51             | 310 (2022)                        | 48                 | modifier les données · modifier les données |
| Ruch                          | 33361      | 33350                         | Langon         | Le Réolais et Les Bastides                             | CC Castillon-Pujols                                  | 14,49            | 544 (2022)                        | 38                 | modifier les données · modifier les données |
| Sablons                       | 33362      | 33910                         | Libourne       | Le Nord-Libournais                                     | CA du Libournais                                     | 11,84            | 1 315 (2022)                      | 111                | modifier les données · modifier les données |
| Sadirac                       | 33363      | 33670                         | Bordeaux       | Créon                                                  | CC du Créonnais                                      | 19,11            | 4 718 (2022)                      | 247                | modifier les données · modifier les données |
| Saillans                      | 33364      | 33141                         | Libourne       | Le Libournais-Fronsadais                               | CC du Fronsadais                                     | 6,22             | 368 (2022)                        | 59                 | modifier les données · modifier les données |
| Saint-Aignan                  | 33365      | 33126                         | Libourne       | Le Libournais-Fronsadais                               | CC du Fronsadais                                     | 2,75             | 195 (2022)                        | 71                 | modifier les données · modifier les données |
| Saint-André-de-Cubzac         | 33366      | 33240                         | Blaye          | Le Nord-Gironde                                        | CC du Grand Cubzaguais                               | 23,15            | 12 786 (2022)                     | 552                | modifier les données · modifier les données |
| Saint-André-du-Bois           | 33367      | 33490                         | Langon         | L'Entre-Deux-Mers                                      | CC du Sud Gironde                                    | 10,00            | 438 (2022)                        | 44                 | modifier les données · modifier les données |
| Saint-André-et-Appelles       | 33369      | 33220                         | Libourne       | Le Réolais et Les Bastides                             | CC du Pays Foyen                                     | 10,25            | 670 (2022)                        | 65                 | modifier les données · modifier les données |
| Saint-Androny                 | 33370      | 33390                         | Blaye          | L'Estuaire                                             | CC de l'Estuaire                                     | 11,65            | 582 (2022)                        | 50                 | modifier les données · modifier les données |
| Saint-Antoine-du-Queyret      | 33372      | 33790                         | Langon         | Le Réolais et Les Bastides                             | Communauté des communes rurales de l'Entre-Deux-Mers | 6,85             | 60 (2022)                         | 8,8                | modifier les données · modifier les données |
| Saint-Antoine-sur-l'Isle      | 33373      | 33660                         | Libourne       | Le Nord-Libournais                                     | CA du Libournais                                     | 10,40            | 581 (2022)                        | 56                 | modifier les données · modifier les données |
| Saint-Aubin-de-Blaye          | 33374      | 33820                         | Blaye          | L'Estuaire                                             | CC de l'Estuaire                                     | 11,54            | 843 (2022)                        | 73                 | modifier les données · modifier les données |
| Saint-Aubin-de-Branne         | 33375      | 33420                         | Libourne       | Les Coteaux de Dordogne                                | CC Castillon-Pujols                                  | 5,52             | 380 (2022)                        | 69                 | modifier les données · modifier les données |
| Saint-Aubin-de-Médoc          | 33376      | 33160                         | Bordeaux       | Saint-Médard-en-Jalles                                 | Bordeaux Métropole                                   | 34,72            | 7 764 (2022)                      | 224                | modifier les données · modifier les données |
| Saint-Avit-de-Soulège         | 33377      | 33220                         | Libourne       | Le Réolais et Les Bastides                             | CC du Pays Foyen                                     | 2,84             | 81 (2022)                         | 29                 | modifier les données · modifier les données |
| Saint-Avit-Saint-Nazaire      | 33378      | 33220                         | Libourne       | Le Réolais et Les Bastides                             | CC du Pays Foyen                                     | 18,61            | 1 484 (2022)                      | 80                 | modifier les données · modifier les données |
| Saint-Brice                   | 33379      | 33540                         | Langon         | Le Réolais et Les Bastides                             | Communauté des communes rurales de l'Entre-Deux-Mers | 5,76             | 314 (2022)                        | 55                 | modifier les données · modifier les données |
| Saint-Caprais-de-Bordeaux     | 33381      | 33880                         | Bordeaux       | Créon                                                  | CC des Portes de l'Entre-Deux-Mers                   | 10,26            | 3 460 (2022)                      | 337                | modifier les données · modifier les données |
| Saint-Christoly-de-Blaye      | 33382      | 33920                         | Blaye          | Le Nord-Gironde                                        | CC de Blaye                                          | 28,06            | 1 889 (2022)                      | 67                 | modifier les données · modifier les données |
| Saint-Christoly-Médoc         | 33383      | 33340                         | Lesparre-Médoc | Le Nord-Médoc                                          | CC Médoc Cœur de Presqu'île                          | 7,55             | 286 (2022)                        | 38                 | modifier les données · modifier les données |
| Saint-Christophe-de-Double    | 33385      | 33230                         | Libourne       | Le Nord-Libournais                                     | CA du Libournais                                     | 36,13            | 601 (2022)                        | 17                 | modifier les données · modifier les données |
| Saint-Christophe-des-Bardes   | 33384      | 33330                         | Libourne       | Le Nord-Libournais                                     | CC du Grand Saint-Émilionnais                        | 7,69             | 390 (2022)                        | 51                 | modifier les données · modifier les données |
| Saint-Cibard                  | 33386      | 33570                         | Libourne       | Le Nord-Libournais                                     | CC du Grand Saint-Émilionnais                        | 3,54             | 193 (2022)                        | 55                 | modifier les données · modifier les données |
| Saint-Ciers-d'Abzac           | 33387      | 33910                         | Libourne       | Le Nord-Libournais                                     | CA du Libournais                                     | 11,71            | 1 528 (2022)                      | 130                | modifier les données · modifier les données |
| Saint-Ciers-de-Canesse        | 33388      | 33710                         | Blaye          | L'Estuaire                                             | CC de Blaye                                          | 6,80             | 754 (2022)                        | 111                | modifier les données · modifier les données |
| Saint-Ciers-sur-Gironde       | 33389      | 33820                         | Blaye          | L'Estuaire                                             | CC de l'Estuaire                                     | 38,34            | 3 128 (2022)                      | 82                 | modifier les données · modifier les données |
| Saint-Côme                    | 33391      | 33430                         | Langon         | Le Sud-Gironde                                         | CC du Bazadais                                       | 5,96             | 326 (2022)                        | 55                 | modifier les données · modifier les données |
| Saint-Denis-de-Pile           | 33393      | 33910                         | Libourne       | Le Nord-Libournais                                     | CA du Libournais                                     | 28,27            | 5 916 (2022)                      | 209                | modifier les données · modifier les données |
| Saint-Émilion                 | 33394      | 33330                         | Libourne       | Les Coteaux de Dordogne                                | CC du Grand Saint-Émilionnais                        | 27,02            | 1 689 (2022)                      | 63                 | modifier les données · modifier les données |
| Saint-Estèphe                 | 33395      | 33180                         | Lesparre-Médoc | Le Nord-Médoc                                          | CC Médoc Cœur de Presqu'île                          | 23,54            | 1 629 (2022)                      | 69                 | modifier les données · modifier les données |
| Saint-Étienne-de-Lisse        | 33396      | 33330                         | Libourne       | Les Coteaux de Dordogne                                | CC du Grand Saint-Émilionnais                        | 7,09             | 181 (2022)                        | 26                 | modifier les données · modifier les données |
| Saint-Exupéry                 | 33398      | 33190                         | Langon         | Le Réolais et Les Bastides                             | CC du Réolais en Sud Gironde                         | 4,19             | 169 (2022)                        | 40                 | modifier les données · modifier les données |
| Saint-Félix-de-Foncaude       | 33399      | 33540                         | Langon         | Le Réolais et Les Bastides                             | Communauté des communes rurales de l'Entre-Deux-Mers | 10,33            | 291 (2022)                        | 28                 | modifier les données · modifier les données |
| Saint-Ferme                   | 33400      | 33580                         | Langon         | Le Réolais et Les Bastides                             | Communauté des communes rurales de l'Entre-Deux-Mers | 20,09            | 338 (2022)                        | 17                 | modifier les données · modifier les données |
| Saint-Genès-de-Blaye          | 33405      | 33390                         | Blaye          | L'Estuaire                                             | CC de Blaye                                          | 7,41             | 495 (2022)                        | 67                 | modifier les données · modifier les données |
| Saint-Genès-de-Castillon      | 33406      | 33350                         | Libourne       | Les Coteaux de Dordogne                                | CC du Grand Saint-Émilionnais                        | 6,80             | 367 (2022)                        | 54                 | modifier les données · modifier les données |
| Saint-Genès-de-Fronsac        | 33407      | 33240                         | Libourne       | Le Nord-Gironde                                        | CC du Fronsadais                                     | 6,96             | 970 (2022)                        | 139                | modifier les données · modifier les données |
| Saint-Genès-de-Lombaud        | 33408      | 33670                         | Bordeaux       | Créon                                                  | CC du Créonnais                                      | 6,14             | 390 (2022)                        | 64                 | modifier les données · modifier les données |
| Saint-Germain-d'Esteuil       | 33412      | 33340                         | Lesparre-Médoc | Le Nord-Médoc                                          | CC Médoc Cœur de Presqu'île                          | 44,71            | 1 345 (2022)                      | 30                 | modifier les données · modifier les données |
| Saint-Germain-de-Grave        | 33411      | 33490                         | Langon         | L'Entre-Deux-Mers                                      | CC du Sud Gironde                                    | 6,16             | 147 (2022)                        | 24                 | modifier les données · modifier les données |
| Saint-Germain-de-la-Rivière   | 33414      | 33240                         | Libourne       | Le Libournais-Fronsadais                               | CC du Fronsadais                                     | 4,28             | 398 (2022)                        | 93                 | modifier les données · modifier les données |
| Saint-Germain-du-Puch         | 33413      | 33750                         | Libourne       | Les Coteaux de Dordogne                                | CA du Libournais                                     | 11,76            | 2 290 (2022)                      | 195                | modifier les données · modifier les données |
| Saint-Gervais                 | 33415      | 33240                         | Blaye          | Le Nord-Gironde                                        | CC du Grand Cubzaguais                               | 5,58             | 1 981 (2022)                      | 355                | modifier les données · modifier les données |
| Saint-Girons-d'Aiguevives     | 33416      | 33920                         | Blaye          | Le Nord-Gironde                                        | CC de Blaye                                          | 11,94            | 966 (2022)                        | 81                 | modifier les données · modifier les données |
| Saint-Hilaire-de-la-Noaille   | 33418      | 33190                         | Langon         | Le Réolais et Les Bastides                             | CC du Réolais en Sud Gironde                         | 11,45            | 380 (2022)                        | 33                 | modifier les données · modifier les données |
| Saint-Hilaire-du-Bois         | 33419      | 33540                         | Langon         | Le Réolais et Les Bastides                             | Communauté des communes rurales de l'Entre-Deux-Mers | 4,50             | 80 (2022)                         | 18                 | modifier les données · modifier les données |
| Saint-Hippolyte               | 33420      | 33330                         | Libourne       | Les Coteaux de Dordogne                                | CC du Grand Saint-Émilionnais                        | 4,45             | 124 (2022)                        | 28                 | modifier les données · modifier les données |
| Saint-Jean-d'Illac            | 33422      | 33127                         | Bordeaux       | Mérignac-2                                             | CC Jalle Eau Bourde                                  | 120,58           | 9 702 (2022)                      | 80                 | modifier les données · modifier les données |
| Saint-Jean-de-Blaignac        | 33421      | 33420                         | Libourne       | Les Coteaux de Dordogne                                | CC Castillon-Pujols                                  | 5,58             | 450 (2022)                        | 81                 | modifier les données · modifier les données |
| Saint-Julien-Beychevelle      | 33423      | 33250                         | Lesparre-Médoc | Le Nord-Médoc                                          | CC Médoc Cœur de Presqu'île                          | 16,30            | 621 (2022)                        | 38                 | modifier les données · modifier les données |
| Saint-Laurent-d'Arce          | 33425      | 33240                         | Blaye          | Le Nord-Gironde                                        | CC du Grand Cubzaguais                               | 8,07             | 1 553 (2022)                      | 192                | modifier les données · modifier les données |
| Saint-Laurent-des-Combes      | 33426      | 33330                         | Libourne       | Les Coteaux de Dordogne                                | CC du Grand Saint-Émilionnais                        | 3,86             | 229 (2022)                        | 59                 | modifier les données · modifier les données |
| Saint-Laurent-du-Bois         | 33427      | 33540                         | Langon         | L'Entre-Deux-Mers                                      | Communauté des communes rurales de l'Entre-Deux-Mers | 7,41             | 257 (2022)                        | 35                 | modifier les données · modifier les données |
| Saint-Laurent-du-Plan         | 33428      | 33190                         | Langon         | L'Entre-Deux-Mers                                      | CC du Réolais en Sud Gironde                         | 2,39             | 82 (2022)                         | 34                 | modifier les données · modifier les données |
| Saint-Laurent-Médoc           | 33424      | 33112                         | Lesparre-Médoc | Le Sud-Médoc                                           | CC Médoc Cœur de Presqu'île                          | 136,55           | 4 950 (2022)                      | 36                 | modifier les données · modifier les données |
| Saint-Léger-de-Balson         | 33429      | 33113                         | Langon         | Les Landes des Graves                                  | CC du Sud Gironde                                    | 38,04            | 316 (2022)                        | 8,3                | modifier les données · modifier les données |
| Saint-Léon                    | 33431      | 33670                         | Bordeaux       | L'Entre-Deux-Mers                                      | CC du Créonnais                                      | 4,49             | 298 (2022)                        | 66                 | modifier les données · modifier les données |
| Saint-Loubert                 | 33432      | 33210                         | Langon         | Le Sud-Gironde                                         | CC du Sud Gironde                                    | 2,11             | 230 (2022)                        | 109                | modifier les données · modifier les données |
| Saint-Loubès                  | 33433      | 33450                         | Bordeaux       | La Presqu'île                                          | CC Les Rives de la Laurence                          | 25,07            | 10 057 (2022)                     | 401                | modifier les données · modifier les données |
| Saint-Louis-de-Montferrand    | 33434      | 33440                         | Bordeaux       | La Presqu'île                                          | Bordeaux Métropole                                   | 10,80            | 2 097 (2022)                      | 194                | modifier les données · modifier les données |
| Saint-Macaire                 | 33435      | 33490                         | Langon         | L'Entre-Deux-Mers                                      | CC du Sud Gironde                                    | 1,79             | 2 000 (2022)                      | 1 117              | modifier les données · modifier les données |
| Saint-Magne                   | 33436      | 33125                         | Arcachon       | Les Landes des Graves                                  | CC du Val de l'Eyre                                  | 82,66            | 1 235 (2022)                      | 15                 | modifier les données · modifier les données |
| Saint-Magne-de-Castillon      | 33437      | 33350                         | Libourne       | Les Coteaux de Dordogne                                | CC Castillon-Pujols                                  | 13,87            | 2 149 (2022)                      | 155                | modifier les données · modifier les données |
| Saint-Maixant                 | 33438      | 33490                         | Langon         | L'Entre-Deux-Mers                                      | CC du Sud Gironde                                    | 7,68             | 2 046 (2022)                      | 266                | modifier les données · modifier les données |
| Saint-Mariens                 | 33439      | 33620                         | Blaye          | Le Nord-Gironde                                        | CC Latitude Nord Gironde                             | 12,00            | 1 637 (2022)                      | 136                | modifier les données · modifier les données |
| Saint-Martial                 | 33440      | 33490                         | Langon         | L'Entre-Deux-Mers                                      | CC du Sud Gironde                                    | 7,47             | 238 (2022)                        | 32                 | modifier les données · modifier les données |
| Saint-Martin-de-Laye          | 33442      | 33910                         | Libourne       | Le Nord-Libournais                                     | CA du Libournais                                     | 9,56             | 546 (2022)                        | 57                 | modifier les données · modifier les données |
| Saint-Martin-de-Lerm          | 33443      | 33540                         | Langon         | Le Réolais et Les Bastides                             | Communauté des communes rurales de l'Entre-Deux-Mers | 7,02             | 160 (2022)                        | 23                 | modifier les données · modifier les données |
| Saint-Martin-de-Sescas        | 33444      | 33490                         | Langon         | L'Entre-Deux-Mers                                      | CC du Réolais en Sud Gironde                         | 8,19             | 563 (2022)                        | 69                 | modifier les données · modifier les données |
| Saint-Martin-du-Bois          | 33445      | 33910                         | Libourne       | Le Nord-Libournais                                     | CA du Libournais                                     | 9,80             | 845 (2022)                        | 86                 | modifier les données · modifier les données |
| Saint-Martin-du-Puy           | 33446      | 33540                         | Langon         | Le Réolais et Les Bastides                             | Communauté des communes rurales de l'Entre-Deux-Mers | 9,10             | 159 (2022)                        | 17                 | modifier les données · modifier les données |
| Saint-Martin-Lacaussade       | 33441      | 33390                         | Blaye          | L'Estuaire                                             | CC de Blaye                                          | 3,94             | 1 166 (2022)                      | 296                | modifier les données · modifier les données |
| Saint-Médard-d'Eyrans         | 33448      | 33650                         | Bordeaux       | La Brède                                               | CC de Montesquieu                                    | 12,72            | 3 361 (2022)                      | 264                | modifier les données · modifier les données |
| Saint-Médard-de-Guizières     | 33447      | 33230                         | Libourne       | Le Nord-Libournais                                     | CA du Libournais                                     | 10,37            | 2 408 (2022)                      | 232                | modifier les données · modifier les données |
| Saint-Médard-en-Jalles        | 33449      | 33160                         | Bordeaux       | Saint-Médard-en-Jalles                                 | Bordeaux Métropole                                   | 85,28            | 32 749 (2022)                     | 384                | modifier les données · modifier les données |
| Saint-Michel-de-Castelnau     | 33450      | 33840                         | Langon         | Le Sud-Gironde                                         | CC du Bazadais                                       | 42,61            | 249 (2022)                        | 5,8                | modifier les données · modifier les données |
| Saint-Michel-de-Fronsac       | 33451      | 33126                         | Libourne       | Le Libournais-Fronsadais                               | CC du Fronsadais                                     | 5,49             | 515 (2022)                        | 94                 | modifier les données · modifier les données |
| Saint-Michel-de-Lapujade      | 33453      | 33190                         | Langon         | Le Réolais et Les Bastides                             | CC du Réolais en Sud Gironde                         | 7,47             | 212 (2022)                        | 28                 | modifier les données · modifier les données |
| Saint-Michel-de-Rieufret      | 33452      | 33720                         | Langon         | Les Landes des Graves                                  | CC Convergence Garonne                               | 18,94            | 879 (2022)                        | 46                 | modifier les données · modifier les données |
| Saint-Morillon                | 33454      | 33650                         | Bordeaux       | La Brède                                               | CC de Montesquieu                                    | 20,40            | 1 817 (2022)                      | 89                 | modifier les données · modifier les données |
| Saint-Palais                  | 33456      | 33820                         | Blaye          | L'Estuaire                                             | CC de l'Estuaire                                     | 9,76             | 512 (2022)                        | 52                 | modifier les données · modifier les données |
| Saint-Pardon-de-Conques       | 33457      | 33210                         | Langon         | Le Sud-Gironde                                         | CC du Sud Gironde                                    | 6,68             | 639 (2022)                        | 96                 | modifier les données · modifier les données |
| Saint-Paul                    | 33458      | 33390                         | Blaye          | L'Estuaire                                             | CC de Blaye                                          | 10,87            | 1 032 (2022)                      | 95                 | modifier les données · modifier les données |
| Saint-Pey-d'Armens            | 33459      | 33330                         | Libourne       | Les Coteaux de Dordogne                                | CC du Grand Saint-Émilionnais                        | 4,20             | 185 (2022)                        | 44                 | modifier les données · modifier les données |
| Saint-Pey-de-Castets          | 33460      | 33350                         | Libourne       | Les Coteaux de Dordogne                                | CC Castillon-Pujols                                  | 11,07            | 595 (2022)                        | 54                 | modifier les données · modifier les données |
| Saint-Philippe-d'Aiguille     | 33461      | 33350                         | Libourne       | Les Coteaux de Dordogne                                | CC du Grand Saint-Émilionnais                        | 5,87             | 383 (2022)                        | 65                 | modifier les données · modifier les données |
| Saint-Philippe-du-Seignal     | 33462      | 33220                         | Libourne       | Le Réolais et Les Bastides                             | CC du Pays Foyen                                     | 3,38             | 498 (2022)                        | 147                | modifier les données · modifier les données |
| Saint-Pierre-d'Aurillac       | 33463      | 33490                         | Langon         | L'Entre-Deux-Mers                                      | CC du Réolais en Sud Gironde                         | 6,52             | 1 277 (2022)                      | 196                | modifier les données · modifier les données |
| Saint-Pierre-de-Bat           | 33464      | 33760                         | Langon         | L'Entre-Deux-Mers                                      | Communauté des communes rurales de l'Entre-Deux-Mers | 8,95             | 282 (2022)                        | 32                 | modifier les données · modifier les données |
| Saint-Pierre-de-Mons          | 33465      | 33210                         | Langon         | Le Sud-Gironde                                         | CC du Sud Gironde                                    | 9,27             | 1 218 (2022)                      | 131                | modifier les données · modifier les données |
| Saint-Quentin-de-Baron        | 33466      | 33750                         | Libourne       | Les Coteaux de Dordogne                                | CA du Libournais                                     | 8,69             | 2 704 (2022)                      | 311                | modifier les données · modifier les données |
| Saint-Quentin-de-Caplong      | 33467      | 33220                         | Libourne       | Le Réolais et Les Bastides                             | CC du Pays Foyen                                     | 11,27            | 256 (2022)                        | 23                 | modifier les données · modifier les données |
| Saint-Romain-la-Virvée        | 33470      | 33240                         | Libourne       | Le Libournais-Fronsadais                               | CC du Fronsadais                                     | 7,82             | 948 (2022)                        | 121                | modifier les données · modifier les données |
| Saint-Sauveur                 | 33471      | 33250                         | Lesparre-Médoc | Le Nord-Médoc                                          | CC Médoc Cœur de Presqu'île                          | 21,89            | 1 262 (2022)                      | 58                 | modifier les données · modifier les données |
| Saint-Sauveur-de-Puynormand   | 33472      | 33660                         | Libourne       | Le Nord-Libournais                                     | CA du Libournais                                     | 5,57             | 365 (2022)                        | 66                 | modifier les données · modifier les données |
| Saint-Savin                   | 33473      | 33920                         | Blaye          | Le Nord-Gironde                                        | CC Latitude Nord Gironde                             | 33,87            | 3 468 (2022)                      | 102                | modifier les données · modifier les données |
| Saint-Selve                   | 33474      | 33650                         | Bordeaux       | La Brède                                               | CC de Montesquieu                                    | 17,74            | 3 668 (2022)                      | 207                | modifier les données · modifier les données |
| Saint-Seurin-de-Bourg         | 33475      | 33710                         | Blaye          | L'Estuaire                                             | CC de Blaye                                          | 2,47             | 419 (2022)                        | 170                | modifier les données · modifier les données |
| Saint-Seurin-de-Cadourne      | 33476      | 33180                         | Lesparre-Médoc | Le Nord-Médoc                                          | CC Médoc Cœur de Presqu'île                          | 15,77            | 701 (2022)                        | 44                 | modifier les données · modifier les données |
| Saint-Seurin-de-Cursac        | 33477      | 33390                         | Blaye          | L'Estuaire                                             | CC de l'Estuaire                                     | 2,36             | 773 (2022)                        | 328                | modifier les données · modifier les données |
| Saint-Seurin-sur-l'Isle       | 33478      | 33660                         | Libourne       | Le Nord-Libournais                                     | CA du Libournais                                     | 8,83             | 3 161 (2022)                      | 358                | modifier les données · modifier les données |
| Saint-Sève                    | 33479      | 33190                         | Langon         | Le Réolais et Les Bastides                             | CC du Réolais en Sud Gironde                         | 4,80             | 251 (2022)                        | 52                 | modifier les données · modifier les données |
| Saint-Sulpice-de-Faleyrens    | 33480      | 33330                         | Libourne       | Les Coteaux de Dordogne                                | CC du Grand Saint-Émilionnais                        | 18,17            | 1 331 (2022)                      | 73                 | modifier les données · modifier les données |
| Saint-Sulpice-de-Guilleragues | 33481      | 33580                         | Langon         | Le Réolais et Les Bastides                             | Communauté des communes rurales de l'Entre-Deux-Mers | 6,89             | 234 (2022)                        | 34                 | modifier les données · modifier les données |
| Saint-Sulpice-de-Pommiers     | 33482      | 33540                         | Langon         | Le Réolais et Les Bastides                             | Communauté des communes rurales de l'Entre-Deux-Mers | 9,82             | 271 (2022)                        | 28                 | modifier les données · modifier les données |
| Saint-Sulpice-et-Cameyrac     | 33483      | 33450                         | Bordeaux       | La Presqu'île                                          | CC Les Rives de la Laurence                          | 15,04            | 4 879 (2022)                      | 324                | modifier les données · modifier les données |
| Saint-Symphorien              | 33484      | 33113                         | Langon         | Les Landes des Graves                                  | CC du Sud Gironde                                    | 106,29           | 1 825 (2022)                      | 17                 | modifier les données · modifier les données |
| Saint-Trojan                  | 33486      | 33710                         | Blaye          | L'Estuaire                                             | CC du Grand Cubzaguais                               | 3,05             | 368 (2022)                        | 121                | modifier les données · modifier les données |
| Saint-Vincent-de-Paul         | 33487      | 33440                         | Bordeaux       | La Presqu'île                                          | Bordeaux Métropole                                   | 13,88            | 1 016 (2022)                      | 73                 | modifier les données · modifier les données |
| Saint-Vincent-de-Pertignas    | 33488      | 33420                         | Libourne       | Les Coteaux de Dordogne                                | CC Castillon-Pujols                                  | 7,61             | 334 (2022)                        | 44                 | modifier les données · modifier les données |
| Saint-Vivien-de-Blaye         | 33489      | 33920                         | Blaye          | Le Nord-Gironde                                        | CC Latitude Nord Gironde                             | 5,69             | 359 (2022)                        | 63                 | modifier les données · modifier les données |
| Saint-Vivien-de-Médoc         | 33490      | 33590                         | Lesparre-Médoc | Le Nord-Médoc                                          | CC Médoc Atlantique                                  | 29,40            | 1 822 (2022)                      | 62                 | modifier les données · modifier les données |
| Saint-Vivien-de-Monségur      | 33491      | 33580                         | Langon         | Le Réolais et Les Bastides                             | CC du Réolais en Sud Gironde                         | 15,83            | 402 (2022)                        | 25                 | modifier les données · modifier les données |
| Saint-Yzan-de-Soudiac         | 33492      | 33920                         | Blaye          | Le Nord-Gironde                                        | CC Latitude Nord Gironde                             | 11,14            | 2 577 (2022)                      | 231                | modifier les données · modifier les données |
| Saint-Yzans-de-Médoc          | 33493      | 33340                         | Lesparre-Médoc | Le Nord-Médoc                                          | CC Médoc Cœur de Presqu'île                          | 11,54            | 344 (2022)                        | 30                 | modifier les données · modifier les données |
| Sainte-Colombe                | 33390      | 33350                         | Libourne       | Les Coteaux de Dordogne                                | CC Castillon-Pujols                                  | 4,06             | 424 (2022)                        | 104                | modifier les données · modifier les données |
| Sainte-Croix-du-Mont          | 33392      | 33410                         | Langon         | L'Entre-Deux-Mers                                      | CC Convergence Garonne                               | 8,98             | 841 (2022)                        | 94                 | modifier les données · modifier les données |
| Sainte-Eulalie                | 33397      | 33560                         | Bordeaux       | La Presqu'île                                          | CC Les Rives de la Laurence                          | 9,06             | 4 922 (2022)                      | 543                | modifier les données · modifier les données |
| Sainte-Florence               | 33401      | 33350                         | Libourne       | Les Coteaux de Dordogne                                | CC Castillon-Pujols                                  | 3,21             | 146 (2022)                        | 45                 | modifier les données · modifier les données |
| Sainte-Foy-la-Grande          | 33402      | 33220                         | Libourne       | Le Réolais et Les Bastides                             | CC du Pays Foyen                                     | 0,51             | 2 561 (2022)                      | 5 022              | modifier les données · modifier les données |
| Sainte-Foy-la-Longue          | 33403      | 33490                         | Langon         | L'Entre-Deux-Mers                                      | CC du Réolais en Sud Gironde                         | 9,37             | 138 (2022)                        | 15                 | modifier les données · modifier les données |
| Sainte-Gemme                  | 33404      | 33580                         | Langon         | Le Réolais et Les Bastides                             | Communauté des communes rurales de l'Entre-Deux-Mers | 9,55             | 193 (2022)                        | 20                 | modifier les données · modifier les données |
| Sainte-Hélène                 | 33417      | 33480                         | Lesparre-Médoc | Le Sud-Médoc                                           | CC Médullienne                                       | 127,87           | 3 068 (2022)                      | 24                 | modifier les données · modifier les données |
| Sainte-Radegonde              | 33468      | 33350                         | Libourne       | Les Coteaux de Dordogne                                | CC Castillon-Pujols                                  | 12,48            | 427 (2022)                        | 34                 | modifier les données · modifier les données |
| Sainte-Terre                  | 33485      | 33350                         | Libourne       | Les Coteaux de Dordogne                                | CC du Grand Saint-Émilionnais                        | 13,93            | 1 890 (2022)                      | 136                | modifier les données · modifier les données |
| Salaunes                      | 33494      | 33160                         | Lesparre-Médoc | Le Sud-Médoc                                           | CC Médullienne                                       | 42,64            | 1 244 (2022)                      | 29                 | modifier les données · modifier les données |
| Sallebœuf                     | 33496      | 33370                         | Bordeaux       | Créon                                                  | CC des Coteaux Bordelais                             | 14,80            | 2 771 (2022)                      | 187                | modifier les données · modifier les données |
| Salles                        | 33498      | 33770                         | Arcachon       | Les Landes des Graves                                  | CC du Val de l'Eyre                                  | 137,98           | 8 128 (2022)                      | 59                 | modifier les données · modifier les données |
| Les Salles-de-Castillon       | 33499      | 33350                         | Libourne       | Les Coteaux de Dordogne                                | CC Castillon-Pujols                                  | 10,81            | 321 (2022)                        | 30                 | modifier les données · modifier les données |
| Samonac                       | 33500      | 33710                         | Blaye          | L'Estuaire                                             | CC de Blaye                                          | 3,90             | 471 (2022)                        | 121                | modifier les données · modifier les données |
| Saucats                       | 33501      | 33650                         | Bordeaux       | La Brède                                               | CC de Montesquieu                                    | 89,15            | 3 446 (2022)                      | 39                 | modifier les données · modifier les données |
| Saugon                        | 33502      | 33920                         | Blaye          | Le Nord-Gironde                                        | CC de Blaye                                          | 15,50            | 499 (2022)                        | 32                 | modifier les données · modifier les données |
| Saumos                        | 33503      | 33680                         | Lesparre-Médoc | Le Sud-Médoc                                           | CC Médullienne                                       | 57,65            | 549 (2022)                        | 9,5                | modifier les données · modifier les données |
| Sauternes                     | 33504      | 33210                         | Langon         | Le Sud-Gironde                                         | CC du Sud Gironde                                    | 11,32            | 816 (2022)                        | 72                 | modifier les données · modifier les données |
| La Sauve                      | 33505      | 33670                         | Bordeaux       | L'Entre-Deux-Mers                                      | CC du Créonnais                                      | 18,64            | 1 594 (2022)                      | 86                 | modifier les données · modifier les données |
| Sauveterre-de-Guyenne         | 33506      | 33540                         | Langon         | Le Réolais et Les Bastides                             | Communauté des communes rurales de l'Entre-Deux-Mers | 31,75            | 1 874 (2022)                      | 59                 | modifier les données · modifier les données |
| Sauviac                       | 33507      | 33430                         | Langon         | Le Sud-Gironde                                         | CC du Bazadais                                       | 11,15            | 330 (2022)                        | 30                 | modifier les données · modifier les données |
| Savignac                      | 33508      | 33124                         | Langon         | Le Réolais et Les Bastides                             | CC du Réolais en Sud Gironde                         | 17,02            | 646 (2022)                        | 38                 | modifier les données · modifier les données |
| Savignac-de-l'Isle            | 33509      | 33910                         | Libourne       | Le Nord-Libournais                                     | CA du Libournais                                     | 4,47             | 603 (2022)                        | 135                | modifier les données · modifier les données |
| Semens                        | 33510      | 33490                         | Langon         | L'Entre-Deux-Mers                                      | CC du Sud Gironde                                    | 3,67             | 216 (2022)                        | 59                 | modifier les données · modifier les données |
| Sendets                       | 33511      | 33690                         | Langon         | Le Sud-Gironde                                         | CC du Bazadais                                       | 8,36             | 347 (2022)                        | 42                 | modifier les données · modifier les données |
| Sigalens                      | 33512      | 33690                         | Langon         | Le Réolais et Les Bastides                             | CC du Bazadais                                       | 18,33            | 342 (2022)                        | 19                 | modifier les données · modifier les données |
| Sillas                        | 33513      | 33690                         | Langon         | Le Sud-Gironde                                         | CC du Bazadais                                       | 7,63             | 119 (2022)                        | 16                 | modifier les données · modifier les données |
| Soulac-sur-Mer                | 33514      | 33780                         | Lesparre-Médoc | Le Nord-Médoc                                          | CC Médoc Atlantique                                  | 28,89            | 3 011 (2022)                      | 104                | modifier les données · modifier les données |
| Soulignac                     | 33515      | 33760                         | Langon         | L'Entre-Deux-Mers                                      | Communauté des communes rurales de l'Entre-Deux-Mers | 11,49            | 414 (2022)                        | 36                 | modifier les données · modifier les données |
| Soussac                       | 33516      | 33790                         | Langon         | Le Réolais et Les Bastides                             | Communauté des communes rurales de l'Entre-Deux-Mers | 6,61             | 184 (2022)                        | 28                 | modifier les données · modifier les données |
| Soussans                      | 33517      | 33460                         | Lesparre-Médoc | Le Sud-Médoc                                           | CC Médoc Estuaire                                    | 13,55            | 1 710 (2022)                      | 126                | modifier les données · modifier les données |
| Tabanac                       | 33518      | 33550                         | Bordeaux       | L'Entre-Deux-Mers                                      | CC des Portes de l'Entre-Deux-Mers                   | 8,00             | 1 074 (2022)                      | 134                | modifier les données · modifier les données |
| Le Taillan-Médoc              | 33519      | 33320                         | Bordeaux       | Saint-Médard-en-Jalles                                 | Bordeaux Métropole                                   | 15,16            | 10 966 (2022)                     | 723                | modifier les données · modifier les données |
| Taillecavat                   | 33520      | 33580                         | Langon         | Le Réolais et Les Bastides                             | Communauté des communes rurales de l'Entre-Deux-Mers | 9,49             | 288 (2022)                        | 30                 | modifier les données · modifier les données |
| Talais                        | 33521      | 33590                         | Lesparre-Médoc | Le Nord-Médoc                                          | CC Médoc Atlantique                                  | 15,27            | 756 (2022)                        | 50                 | modifier les données · modifier les données |
| Talence                       | 33522      | 33400                         | Bordeaux       | Talence                                                | Bordeaux Métropole                                   | 8,35             | 45 869 (2022)                     | 5 493              | modifier les données · modifier les données |
| Targon                        | 33523      | 33760                         | Langon         | L'Entre-Deux-Mers                                      | Communauté des communes rurales de l'Entre-Deux-Mers | 25,88            | 2 045 (2022)                      | 79                 | modifier les données · modifier les données |
| Tarnès                        | 33524      | 33240                         | Libourne       | Le Libournais-Fronsadais                               | CC du Fronsadais                                     | 1,45             | 298 (2022)                        | 206                | modifier les données · modifier les données |
| Tauriac                       | 33525      | 33710                         | Blaye          | L'Estuaire                                             | CC du Grand Cubzaguais                               | 10,51            | 1 330 (2022)                      | 127                | modifier les données · modifier les données |
| Tayac                         | 33526      | 33570                         | Libourne       | Le Nord-Libournais                                     | CC du Grand Saint-Émilionnais                        | 7,22             | 127 (2022)                        | 18                 | modifier les données · modifier les données |
| Le Teich                      | 33527      | 33470                         | Arcachon       | Gujan-Mestras                                          | CA Bassin d'Arcachon Sud                             | 87,08            | 9 213 (2022)                      | 106                | modifier les données · modifier les données |
| Le Temple                     | 33528      | 33680                         | Lesparre-Médoc | Le Sud-Médoc                                           | CC Médullienne                                       | 71,83            | 648 (2022)                        | 9,0                | modifier les données · modifier les données |
| La Teste-de-Buch              | 33529      | 33115 33260                   | Arcachon       | La Teste-de-Buch                                       | CA Bassin d'Arcachon Sud                             | 180,20           | 27 141 (2022)                     | 151                | modifier les données · modifier les données |
| Teuillac                      | 33530      | 33710                         | Blaye          | L'Estuaire                                             | CC du Grand Cubzaguais                               | 7,15             | 882 (2022)                        | 123                | modifier les données · modifier les données |
| Tizac-de-Curton               | 33531      | 33420                         | Libourne       | Les Coteaux de Dordogne                                | CA du Libournais                                     | 3,97             | 376 (2022)                        | 95                 | modifier les données · modifier les données |
| Tizac-de-Lapouyade            | 33532      | 33620                         | Libourne       | Le Nord-Libournais                                     | CA du Libournais                                     | 9,40             | 475 (2022)                        | 51                 | modifier les données · modifier les données |
| Toulenne                      | 33533      | 33210                         | Langon         | Le Sud-Gironde                                         | CC du Sud Gironde                                    | 6,58             | 2 860 (2022)                      | 435                | modifier les données · modifier les données |
| Le Tourne                     | 33534      | 33550                         | Bordeaux       | L'Entre-Deux-Mers                                      | CC des Portes de l'Entre-Deux-Mers                   | 2,53             | 836 (2022)                        | 330                | modifier les données · modifier les données |
| Tresses                       | 33535      | 33370                         | Bordeaux       | Créon                                                  | CC des Coteaux Bordelais                             | 11,54            | 5 188 (2022)                      | 450                | modifier les données · modifier les données |
| Le Tuzan                      | 33536      | 33125                         | Langon         | Les Landes des Graves                                  | CC du Sud Gironde                                    | 18,00            | 257 (2022)                        | 14                 | modifier les données · modifier les données |
| Uzeste                        | 33537      | 33730                         | Langon         | Le Sud-Gironde                                         | CC du Sud Gironde                                    | 26,05            | 467 (2022)                        | 18                 | modifier les données · modifier les données |
| Val-de-Livenne                | 33380      | 33820 33860                   | Blaye          | L'Estuaire                                             | CC de l'Estuaire                                     | 37,40            | 1 800 (2022)                      | 48                 | modifier les données · modifier les données |
| Val de Virvée                 | 33018      | 33240                         | Blaye          | Le Nord-Gironde                                        | CC du Grand Cubzaguais                               | 20,79            | 3 744 (2022)                      | 180                | modifier les données · modifier les données |
| Valeyrac                      | 33538      | 33340                         | Lesparre-Médoc | Le Nord-Médoc                                          | CC Médoc Atlantique                                  | 13,49            | 544 (2022)                        | 40                 | modifier les données · modifier les données |
| Vayres                        | 33539      | 33870                         | Libourne       | Le Libournais-Fronsadais                               | CA du Libournais                                     | 14,46            | 4 414 (2022)                      | 305                | modifier les données · modifier les données |
| Vendays-Montalivet            | 33540      | 33930                         | Lesparre-Médoc | Le Nord-Médoc                                          | CC Médoc Atlantique                                  | 101,46           | 2 820 (2022)                      | 28                 | modifier les données · modifier les données |
| Vensac                        | 33541      | 33590                         | Lesparre-Médoc | Le Nord-Médoc                                          | CC Médoc Atlantique                                  | 34,00            | 1 146 (2022)                      | 34                 | modifier les données · modifier les données |
| Vérac                         | 33542      | 33240                         | Libourne       | Le Libournais-Fronsadais                               | CC du Fronsadais                                     | 8,59             | 907 (2022)                        | 106                | modifier les données · modifier les données |
| Verdelais                     | 33543      | 33490                         | Langon         | L'Entre-Deux-Mers                                      | CC du Sud Gironde                                    | 4,75             | 1 042 (2022)                      | 219                | modifier les données · modifier les données |
| Le Verdon-sur-Mer             | 33544      | 33123                         | Lesparre-Médoc | Le Nord-Médoc                                          | CC Médoc Atlantique                                  | 17,09            | 1 389 (2022)                      | 81                 | modifier les données · modifier les données |
| Vertheuil                     | 33545      | 33180                         | Lesparre-Médoc | Le Nord-Médoc                                          | CC Médoc Cœur de Presqu'île                          | 21,94            | 1 308 (2022)                      | 60                 | modifier les données · modifier les données |
| Vignonet                      | 33546      | 33330                         | Libourne       | Les Coteaux de Dordogne                                | CC du Grand Saint-Émilionnais                        | 4,15             | 483 (2022)                        | 116                | modifier les données · modifier les données |
| Villandraut                   | 33547      | 33730                         | Langon         | Le Sud-Gironde                                         | CC du Sud Gironde                                    | 12,58            | 1 140 (2022)                      | 91                 | modifier les données · modifier les données |
| Villegouge                    | 33548      | 33141                         | Libourne       | Le Libournais-Fronsadais                               | CC du Fronsadais                                     | 13,84            | 1 291 (2022)                      | 93                 | modifier les données · modifier les données |
| Villenave-d'Ornon             | 33550      | 33140                         | Bordeaux       | Villenave-d'Ornon                                      | Bordeaux Métropole                                   | 21,26            | 42 185 (2022)                     | 1 984              | modifier les données · modifier les données |
| Villenave-de-Rions            | 33549      | 33550                         | Langon         | L'Entre-Deux-Mers                                      | CC du Créonnais                                      | 2,56             | 373 (2022)                        | 146                | modifier les données · modifier les données |
| Villeneuve                    | 33551      | 33710                         | Blaye          | L'Estuaire                                             | CC de Blaye                                          | 4,63             | 408 (2022)                        | 88                 | modifier les données · modifier les données |
| Virelade                      | 33552      | 33720                         | Langon         | Les Landes des Graves                                  | CC Convergence Garonne                               | 13,41            | 1 120 (2022)                      | 84                 | modifier les données · modifier les données |
| Virsac                        | 33553      | 33240                         | Blaye          | Le Nord-Gironde                                        | CC du Grand Cubzaguais                               | 3,60             | 1 283 (2022)                      | 356                | modifier les données · modifier les données |
| Yvrac                         | 33554      | 33370                         | Bordeaux       | Lormont                                                | CC Les Rives de la Laurence                          | 8,48             | 2 901 (2022)                      | 342                | modifier les données · modifier les données |
| Gironde                       | 33         |                               |                |                                                        |                                                      | 10 725,00        | 1 674 980 (2022)                  | 156                | modifier les données                        |

## Urbanisme
La Gironde comporte, suivant la classification de l'Insee, 159 communes hors attraction des villes. Les communes urbaines du département forment onze aires d'attraction :
| CodeInsee | Aire d'attraction                  | Communes(2021) |
| --------- | ---------------------------------- | -------------- |
| 000       | Commune hors attraction des villes | 159            |
| 006       | Bordeaux                           | 270            |
| 159       | Libourne                           | 24             |
| 211       | Arcachon - La Teste-de-Buch        | 2              |
| 456       | Bazas                              | 18             |
| 440       | La Réole                           | 20             |
| 355       | Lesparre-Médoc                     | 12             |
| 391       | Blaye                              | 13             |
| 445       | Pauillac                           | 5              |
| 360       | Pineuilh                           | 10             |
| 175       | Marmande                           | 1              |
| 129       | Bergerac                           | 1              |

Les aires d'attraction de Bergerac et de Pineuilh s'étendent également sur le département de la Dordogne tandis que celle de Marmande s'étend sur le Lot-et-Garonne.